# Asnières-sur-Seine
Ne doit pas être confondu avec Anères.
Pour les articles homonymes, voir Asnières.
Pour les articles ayant des titres homophones, voir Agnières (homonymie).
Asnières-sur-Seine (prononcé /a.njɛʁ.syʁ.sɛn/), anciennement Asnières jusqu'au 15 février 1968, est une commune française du département des Hauts-de-Seine en région Île-de-France.

## Géographie

### Communes limitrophes et localisation
La commune est située sur la rive gauche de la Seine dans la banlieue nord-ouest de Paris.
| Colombes      | Gennevilliers      |                      |
| Bois-Colombes | Asnières-sur-Seine | Saint-Ouen-sur-Seine |
| Courbevoie    | Levallois-Perret   | Clichy               |

### Géologie et relief
La superficie de la commune est de 482 hectares. L'altitude varie de 22  à   43 mètres.
Son territoire est dépourvu de relief. Les anciens bras de la Seine ont été remblayés à la fin du XXe siècle lors du prolongement de la ligne 13 du métropolitain et la construction du nouveau pont de Clichy, entraînant la disparition des deux îles parallèles : île des Ravageurs (dénommée aussi île de la Recette), souvent citée dans les romans d'Eugène Sue, et l'île Robinson qui porte le nom du célèbre héros de Daniel Defoe.
Les bords de Seine sont construits sur des terrains sableux humides, et la plupart des immeubles près du bord de Seine n'ont que des demi-sous-sols uniquement dans la couche de remblais, jouant le rôle de vide sanitaire. Le terrain est meuble, et suit des mouvements périodiques liés au niveau d'assèchement des nappes humides de l'ancien fond marécageux désormais souterrain.
Les constructions récentes en bord de Seine ont des sous-sol profonds qui nécessitent des pompages incessants durant chaque chantier, ce qui accentue les mouvements de terrains environnants quand les nappes voisines se vident. Ces constructions nécessitent des fondations en béton armé précontraint, munies de poutres de soutien des murs de sous-sol pour retenir la poussée des terrains environnants, particulièrement en période de sécheresse. Ces constructions récentes en bord de Seine ont posé des problèmes aux constructions voisines plus anciennes, à cause des mouvements de terrain nettement plus importants que ceux pour lesquels ils avaient pourtant été prémunis.[Information douteuse]
Le territoire de la commune comprend trois anciennes îles : île des Ravageurs (dénommée aussi île de la Recette), île Robinson et île Vailard.

### Climat
Pour des articles plus généraux, voir Climat de l'Île-de-France et Climat des Hauts-de-Seine.
En 2010, le climat de la commune est de type climat océanique dégradé des plaines du Centre et du Nord, selon une étude du CNRS s'appuyant sur une série de données couvrant la période 1971-2000. En 2020, Météo-France publie une typologie des climats de la France métropolitaine dans laquelle la commune est exposée à un climat océanique altéré et est dans la région climatique Sud-ouest du bassin Parisien, caractérisée par une faible pluviométrie, notamment au printemps (120 à 150 mm) et un hiver froid (3,5 °C).
Pour la période 1971-2000, la température annuelle moyenne est de 12,5 °C, avec une amplitude thermique annuelle de 15,3 °C. Le cumul annuel moyen de précipitations est de 632 mm, avec 10,2 jours de précipitations en janvier et 7,6 jours en juillet. Pour la période 1991-2020, la température moyenne annuelle observée sur la station météorologique la plus proche, située sur la commune de Paris à 8 km à vol d'oiseau, est de 13,3 °C et le cumul annuel moyen de précipitations est de 667,4 mm,. Pour l'avenir, les paramètres climatiques de la commune estimés pour 2050 selon différents scénarios d'émission de gaz à effet de serre sont consultables sur un site dédié publié par Météo-France en novembre 2022.

### Voies de communication et transports

#### Voies fluviales
En dehors du petit port fluvial sur la Seine au sud, à l'usage de la navigation de loisirs, et rattaché au port autonome de Paris, la ville possède une zone portuaire à caractère industriel au Nord de la ville sur la boucle suivante de la Seine. Cette zone permet les échanges de matériaux pesants, notamment de construction, dont les coûts de transport sont très élevés et que seule la navigation fluviale permet d'acheminer en grande quantité pour Paris et sa couronne immédiate.

#### Voies routières
La circulation automobile à Asnières est difficile[réf. nécessaire]. L'essentiel du trafic se fait en bord de Seine autour de la ville. La traversée du pont d'Asnières est excessivement pénible aux heures de pointe. La Grand rue Charles-de-Gaulle puis l'avenue d'Argenteuil sont également difficilement praticables car desservant Bois-Colombes et les communes du nord. De plus la ville dispose de très peu de places de stationnement, et les garages et places de parkings privés sont très convoités, rares et chers.
À la suite d'un plan d'aménagement mis en place de 2010 à 2013, les rues de la ville étant à sens unique sont devenues praticables dans les deux sens pour les vélos.

#### Transports en commun
La ville dispose d'une desserte variée de transports publics.
- La gare d'Asnières-sur-Seine est desservie par les lignes J et L du Transilien. Les deux lignes aboutissent à la gare Saint-Lazare en empruntant le pont ferroviaire d'Asnières. Concernant la ligne L, il s'agit des trains en direction de Versailles Rive-Droite ou Nanterre-Université. Ceux à destination de Versailles Rive-Droite permettent par ailleurs un accès au quartier d'affaires de La Défense. Concernant la desserte par la ligne J, il s'agit des trains en provenance d'Ermont-Eaubonne, qui sont directs entre Asnières et Paris. Le quartier de la gare à Asnières est donc une zone convoitée pour cette facilité d'accès, et également très dynamique en termes d'activité commerciale.
- La gare de Bécon-les-Bruyères, à l'ouest, est située entre les gares d'Asnières et de Courbevoie, à la limite de ces deux communes. Elle est desservie par la ligne L, par les trains en direction de Nanterre-Université ou Saint-Nom-la-Bretèche. Ces derniers permettent aussi un accès direct à La Défense.
- La gare de Bois-Colombes, également à l'ouest, est située non loin de la limite communale avec Asnières. Elle est desservie par la ligne J, par les trains en direction d'Ermont-Eaubonne.

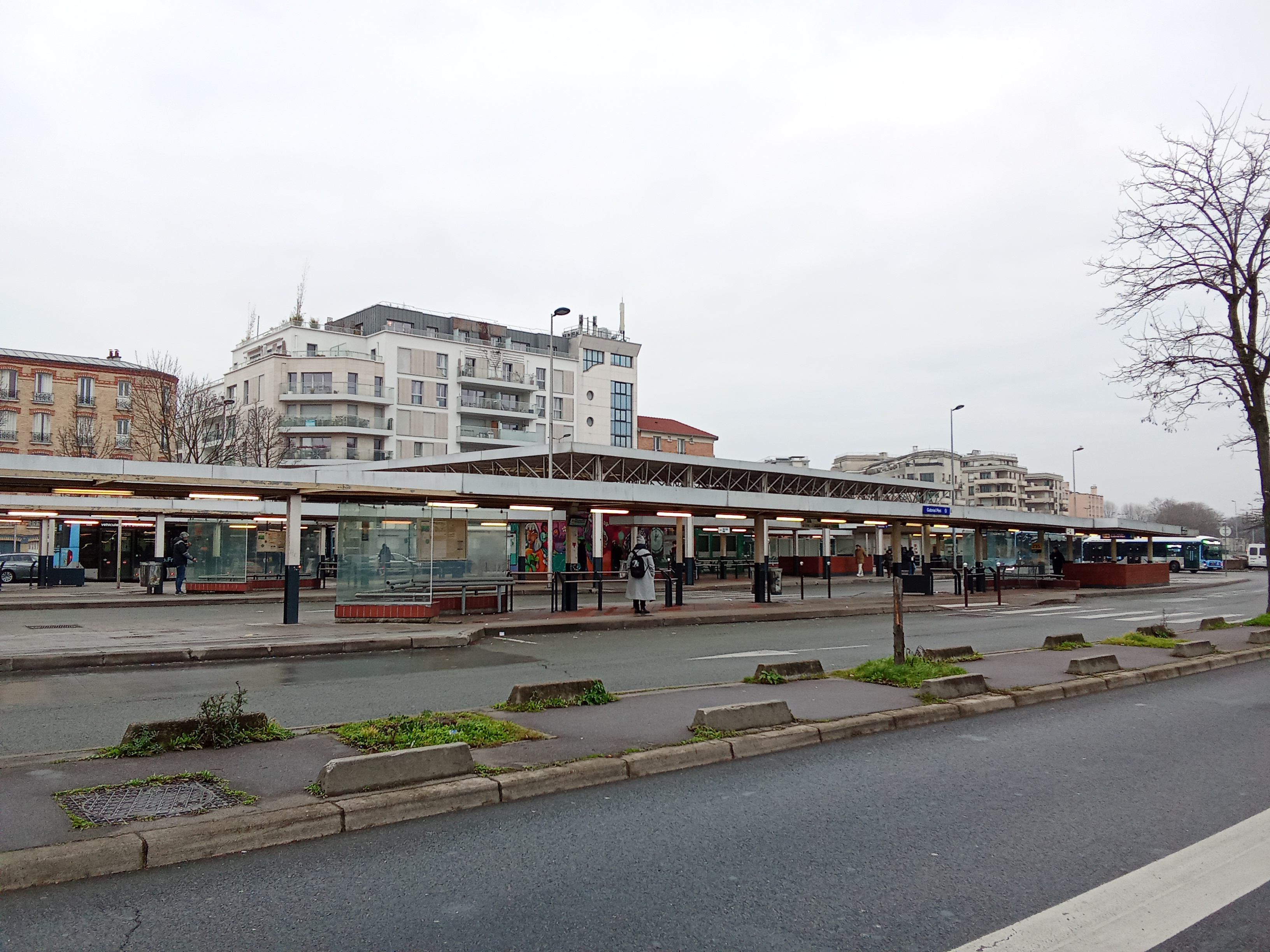
La gare routière rue des Bas.

- La gare des Grésillons, desservie par le RER C : située avenue des Grésillons à Gennevilliers, marquant la limite entre Gennevilliers et Asnières, tout à l'est de la commune. Elle permet de relier Pontoise à Massy-Palaiseau, en desservant de nombreux arrêts dans Paris, notamment Invalides, Saint-Michel Notre-Dame, gare d'Austerlitz.
- Ligne 13 du métro : traversant Asnières, du nord au sud à la limite avec Gennevilliers, trois stations desservent Asnières : Les Courtilles, Les Agnettes et Gabriel Péri. Cette ligne permet également de rejoindre rapidement la gare Saint-Lazare, mais aussi Montparnasse.
- Ligne 1 du tramway dont, le terminus est situé aux Quatre Routes avec un arrêt aux Courtilles, à destination de Noisy-le-Sec, en traversant Saint-Denis notamment.
- Bus RATP 54, 138, 140, 165, 167, 175, 177, 178, 235, 238, 276, 304, 340, 366, 378, Bus du Port, RiverPlaza. Un service spécial de transport public pour personnes handicapées est également disponible à domicile pour les Asniérois.

La desserte par le train et le bus se situe en zone 3 des transports en commun d'Île-de-France.

## Urbanisme

### Typologie
Au 1er janvier 2024, Asnières-sur-Seine est catégorisée grand centre urbain, selon la nouvelle grille communale de densité à sept niveaux définie par l'Insee en 2022.
Elle appartient à l'unité urbaine de Paris, une agglomération inter-départementale regroupant 407  communes, dont elle est une commune de la banlieue,,. Par ailleurs la commune fait partie de l'aire d'attraction de Paris, dont elle est une commune du pôle principal,. Cette aire regroupe 1 929 communes,.

### Morphologie urbaine

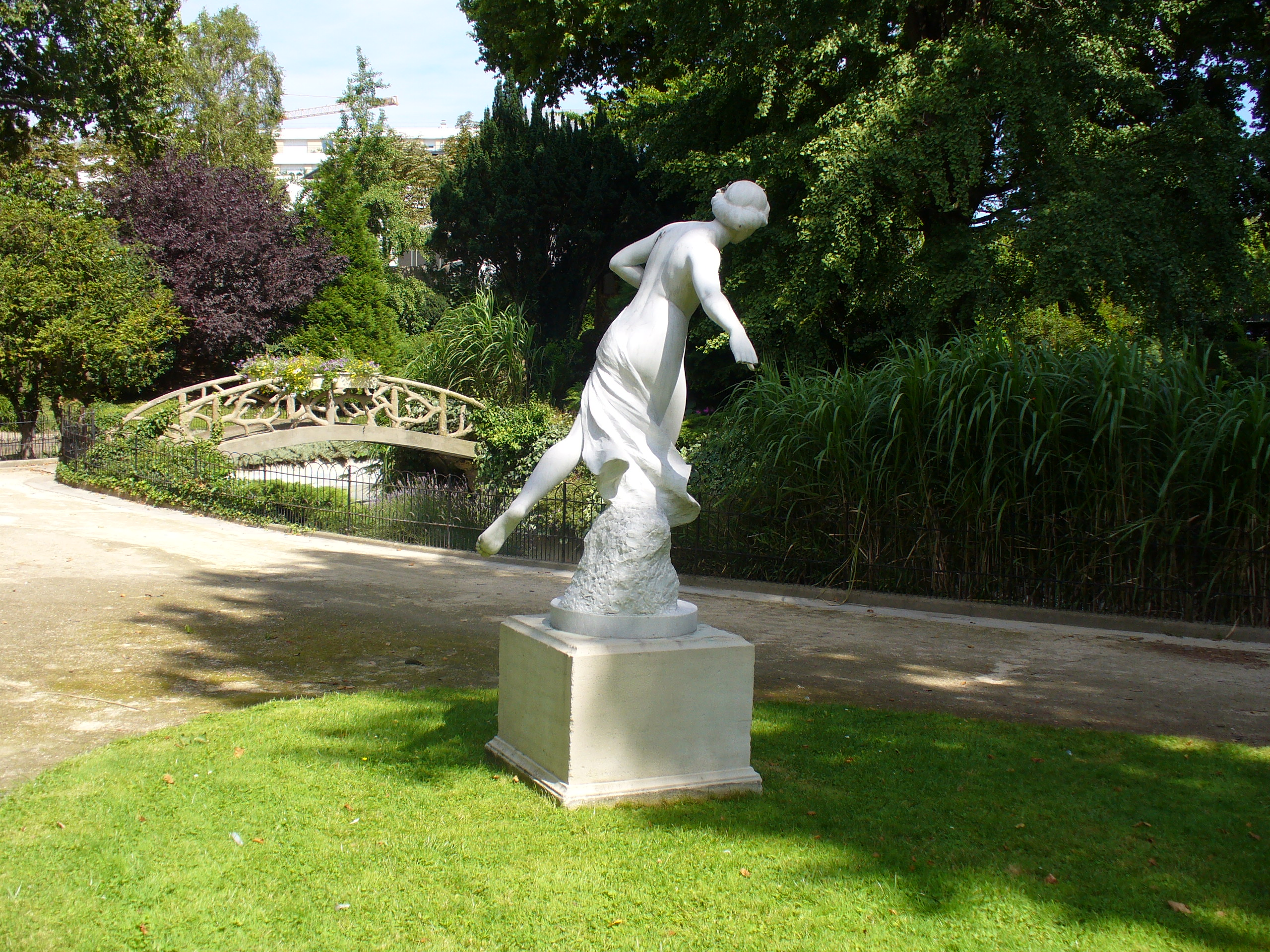
Parc Voyer-d'Argenson.

L’Insee découpe la commune en sept « grands quartiers » soit Bécon-Flachat, Champs-Magenta, Alma-Philosophes, Mairie, Grésillons, Renoir-Métro et Nord, eux-mêmes découpés en 32 îlots regroupés pour l'information statistique.
| Type d'occupation           | Pourcentage | Superficie (en hectares) |
| --------------------------- | ----------- | ------------------------ |
| Espace urbain construit     | 86,60 %     | 424,31                   |
| Espace urbain non construit | 8,36 %      | 40,94                    |
| Espace rural                | 5,05 %      | 24,73                    |
| Source : Iaurif             |             |                          |

Les environs du château d'Asnières (acquis par la ville au XXe siècle), non loin de l'actuel hôtel de ville, sont un secteur protégé au plan de l'urbanisme, car le château est inscrit à l'inventaire des monuments historiques. Cependant, il a été laissé à l'abandon durant des décennies, au point que celui-ci n'était même plus accessible au public, et que son ancien parc a presque totalement disparu sous la pression immobilière des années 1960. Il a été rénové dans les années 2000 et est à présent ouvert au public.
Quelques parcs sont situés en centre-ville (parc Joffre, parc Voyer-d'Argenson, parc de l'Île Robinson sur les quais, square des Impressionnistes, square Leclerc près de la mairie). Un nouveau jardin public est créé en 2023 dans les Hauts d'Asnières. Nommé « Les jardins du Haras » en l'honneur de l'histoire équestre de la ville, il est orné d'œuvres du sculpteur animalier asniérois Arnaud Kasper.

### Habitat

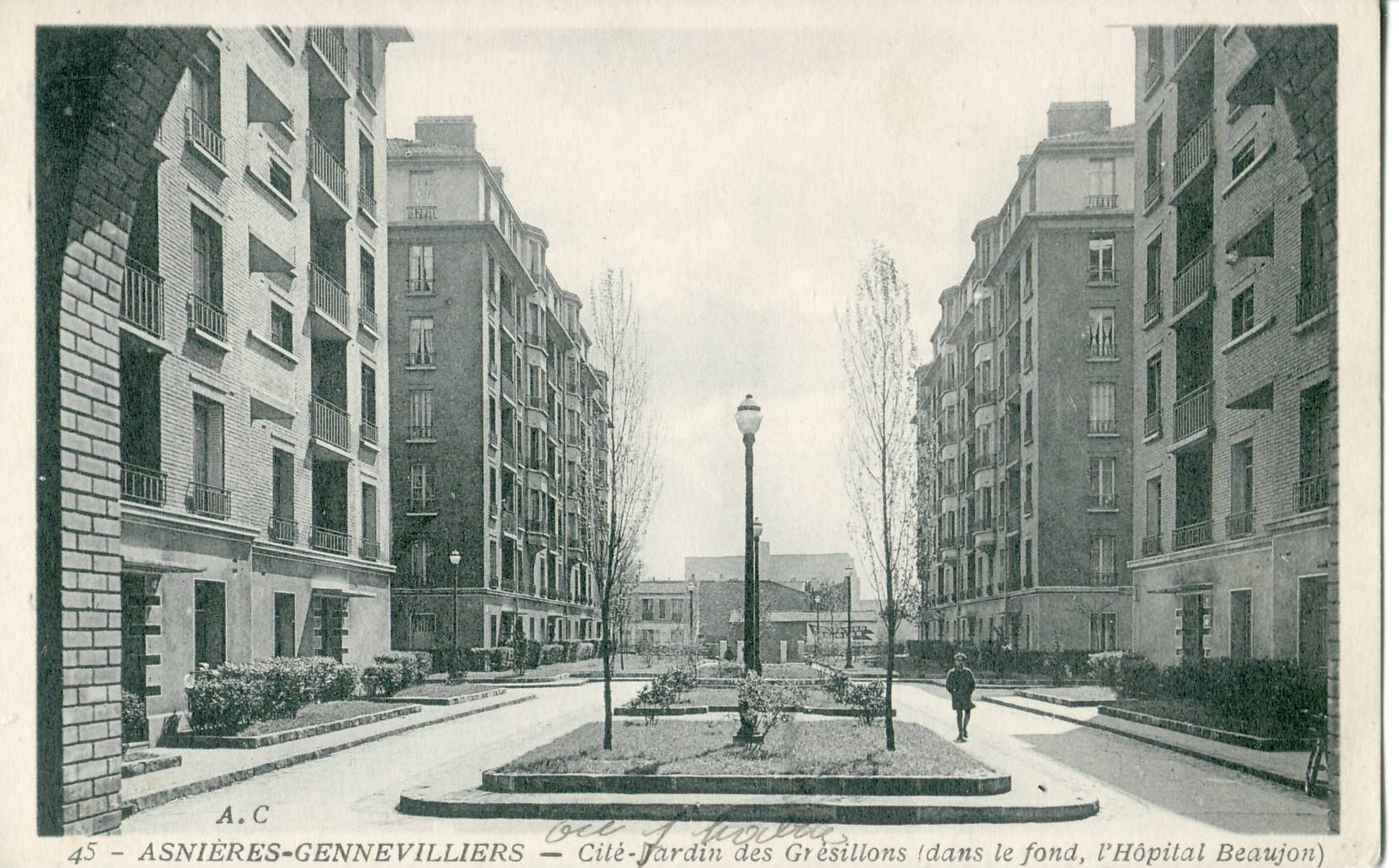
La cité-jardin des Grésillons.

Au 100, avenue des Grésillons, 730 logements sociaux environ dans des immeubles en brique rouge, séparés par des espaces verts ont été construits en 1934 sur les anciens champs d'épandage par l'office d'HBM de la Seine qui avait engagé une politique de constructions de cités-jardins.
L'immeuble des Gentianes a été détruit en juillet 2011. Construits en 1967, les 317 logements HLM sont remplacés par des équipements sportifs, une maison des loisirs et de la culture, une maison des femmes et un nouveau local pour la police municipale.
Asnières-sur-Seine est fortement urbanisée, c'est une ville principalement résidentielle où alternent maisons de ville, pavillons et immeubles d'habitation. Toutefois l'urbanisation du Sud de la Ville (près de Courbevoie et Colombes, dans le quartier de Bécon-les-Bruyères) est nettement plus ancienne que celle des quais de la Seine (dont l'urbanisation date seulement du début du XXe siècle sur les terrains de l'ancien parc du château de la ville).
| Logements                                        | Nombre en 2007 | % en 2007 | nombre en 2012 | % en 2012 | nombre en 2017 | % en 2017 |
| ------------------------------------------------ | -------------- | --------- | -------------- | --------- | -------------- | --------- |
| Total                                            | 41 088         | 100 %     | 41 853         | 100 %     | 42 925         | 100 %     |
| Résidences principales                           | 35 735         | 87,0 %    | 36 733         | 87,8 %    | 37 637         | 87,7 %    |
| → Dont HLM                                       | 6 760          | 18,9 %    | 7 034          | 19,1 %    | 7 111          | 18,9 %    |
| Résidences secondaires et logements occasionnels | 1 058          | 2,6 %     | 1 194          | 2,9 %     | 1 072          | 2,5 %     |
| Logements vacants                                | 4 295          | 10,5 %    | 3 926          | 9,4 %     | 4 216          | 9,8 %     |
| Dont :                                           |                |           |                |           |                |           |
| → maisons                                        | 3 880          | 9,4 %     | 3 655          | 8,7 %     | 3 643          | 8,5 %     |
| → appartements                                   | 36 388         | 88,6 %    | 37 608         | 89,9 %    | 38 764         | 90,3 %    |

La commune ne respecte pas les dispositions de l'article 55 de la loi SRU, qui prescrit qu'Asnières doit disposer d'au moins de 25 % de logements sociaux. De ce fait, la commune est astreinte au paiement d'une pénalité financière, qui s'est élevée à 400 000 € en 2018 et 780 000 € en 2019 et a été déclarée en « état de carence » de 2018 à 2019, ce qui signifie que le préfet délivrait les permis de construire et exerçait, s'il y avait lieu, le droit de préemption urbain afin de développer l'offre de logement social. La commune a montré un grand volontarisme en remplissant les objectifs triennaux 2017-2019 fixés par l'État pour parvenir à respecter les objectifs légaux.

### Nouveaux aménagements

#### La ZAC Asnières-Bords de Seine
La ZAC Asnières-Bords de Seine (2009) est bordée au nord par l'avenue des Grésillons et sa gare RER C, à l'ouest par les rues Pierre-et-Marie-Curie et au sud par le quai Aulagnier. Dans le cadre du renouvellement urbain d’Asnières et en accord avec les fondamentaux du développement durable, la ZAC accueille un quartier mixte comprenant un parc de 7 000 m2, 800 logements, une résidence hôtelière, un groupe scolaire, 1 500 m2 de commerces de proximité et deux immeubles de bureaux : O2 (23 420 m2) et Front Office 92 (23 470 m2 – HQE Exploitation). À terme, une crèche, un gymnase, des terrains de sport de plein air, une résidence étudiante et une pépinière d’entreprises compléteront cet ensemble urbain.

#### La ZAC Parc d'Affaires
D’une superficie de 15 hectares, la ZAC Parc d’affaires se situe en bordure de la ZAC Asnières-Bords de Seine. Ce secteur en mutation se caractérise par son orientation vers le développement durable et la promotion de la mixité urbaine. Il prolonge et complète la modernisation du tissu économique de l’est de la commune. Cette ZAC accueillera un écoquartier proposant espaces verts, logements, bureaux et commerces et assurera la continuité urbaine entre le centre-ville et Bords de Seine.
Le projet comprend :
- une offre de 160 000 à 180 000 m2 de bureaux et d’activités ;
- un ensemble de 5 000 à 7 000 m2 de commerces et d’activités artisanales ;
- un programme de 70 000 à 90 000 m2 de logements et d’hébergement hôtelier ;
- un aménagement de 7 000 à 10 000 m2 d’équipements publics dont un parc de stationnement, une crèche, un groupe scolaire, un gymnase, un stade…

#### La ZAC PSA - Quartier de Seine Est
Situé à l’entrée est d’Asnières et jouxtant la ZAC Bords de Seine, cet ancien site industriel de 7 ha (Ford puis Citroën) offre un potentiel de développement économique important. En mêlant la restructuration de bâtiments existants à l’aménagement de nouveaux bureaux, le projet met en avant une gestion équilibrée de l’espace tout en gardant son patrimoine industriel hérité de l’histoire de la construction automobile. Toutes les fonctions urbaines s’y retrouvent : activités économiques, commerces, équipements, espaces verts, habitat.
Le projet comprend :
- une offre de 85 000 m2 de bureaux (campus) ;
- un ensemble de 5 000 m2 de commerces et d’activités artisanales ;
- un programme d'environ 30 000 m2 de logements ;
- un aménagement d’équipements publics intégrés au quartier.

#### Le renouvellement urbain des Hauts d'Asnières
Depuis 2008, le quartier des Hauts d'Asnières bénéficie d’un vaste programme de rénovation urbaine : requalification des espaces collectifs et publics, redistribution des équipements publics et commerciaux, reconstitution d’un nouveau quartier et revitalisation des polarités commerciales existantes. De nouveaux logements, commerces et bureaux sont livrés entre 2011 et 2016 et desservis par le prolongement de la ligne 1 du tramway d'Île-de-France jusqu'aux Courtilles qui, relié aux  lignes 13 et 15 du métro (stations Asnières-Genneviliers Les Courtilles, Gabriel Péri et les Agnettes) et bénéficiant du redéploiement du réseau de bus, constitue à présent un pôle multimodal. Ce quartier voit ses nombreux équipements de sports collectifs être rénovés à l'occasion des Jeux Olympiques d'été de 2024.

#### Le quartier des Philosophes
Situé au cœur historique de la ville d’Asnières, le long du boulevard Voltaire puis de l’avenue Gabriel-Péri, le quartier des Philosophes est en mutation notamment la place Voltaire (aménagement de la voirie et des espaces publics, démolition/reconstruction, nouveaux commerces). La rénovation du collège Voltaire, vétuste et générant une forte pollution sonore est prévue pour 2025.Ces rénovations contribuent à la future requalification de l’entrée de ville située entre le pont de Clichy et Gennevilliers.

#### L'aménagement des berges de Seine
Dans la démarche d’ouverture de la ville sur la Seine souhaitée par le département dans le cadre du schéma d’aménagement et de gestion durables de la Seine et inscrite dans le plan local d'urbanisme (PLU), les berges de Seine seront réaménagées d’ici 2015 : promenade piétonne et cyclable continue sur l’ensemble du linéaire des berges de Seine et valorisation de la façade sur Seine.
Circulations
Il existe de nombreuses bandes cyclables, à contre-sens de la circulation générale, mais la ville compte encore peu de parcs de stationnement pour vélos,. En 2021, la commune reçoit un avis défavorable de l'association FUB quant au ressenti des cyclistes dans la ville. Elle est classée F sur une échelle descendante de A à G en 2021. En 2024, elle est classée à la 170e place sur 228 au classement des meilleures villes moyennes cyclables en 2024.
La ville comporte deux stations de taxis, sans bornes actives, l'une près de la place Voltaire, l'autre à proximité de la gare d'Asnières.
La ville est parcourue par de nombreuses lignes de bus RATP,  la reliant aux villes voisines.
Deux gares sont présentes sur le territoire de la ville: la gare d'Asnières située près du pont d'Asnières et la gare des Carbonnets, désaffectée. La gare de Bois-Colombes jouxte aussi le territoire d'Asnières sur Seine et le dessert.

## Toponymie
Le nom de la commune fut Anières puis Asnières-Saint-Marcel et Asnières avant de devenir Asnières-sur-Seine le 15 février 1968, nom conservé depuis.
Son nom proviendrait des nombreux haras d'ânes (asinaria, asneria en latin) présents sur son territoire, et ayant été employés à la construction de l'abbaye de Saint-Denis, voire des ânes utilisés pour transporter les sacs de farine, en provenance des moulins de Sannois et d'Argenteuil, à travers la plaine de Gennevilliers.[réf. nécessaire] Aujourd'hui, les ânes sont encore à l'honneur lors de festivités publiques municipales.

## Histoire
Asnières a une histoire commune avec la commune de Gennevilliers.

### Chronologie de faits
- 1158 - (26 juin) Une bulle du pape Adrien IV : Ecclesiam de Asneriis cum cimiterio (église d'Asnières, avec cimetière) précise et atteste l'existence d'Asnières à cette époque[29].
- 1224 - La seigneurie d'Asnières, impliquant le droit de haute justice, appartient dès avant 1224 à l'abbaye de Saint-Denis. Jusqu'à la fin du XIIIe siècle, Gennevilliers dépend de la paroisse d'Asnières, et s'en sépare en 1302.
- 1248 - Guillaume de Marcouris, abbé de Saint-Denis, seigneur d'Asnières, affranchit l'ensemble des habitants et tous ceux des villages voisins.
- 1460 - La commune dont la population a payé un lourd tribut à la guerre de Cent Ans est de cinq feux (environ 25 âmes).
- 1518 - Présence d'une ferme (propriété de l'abbaye de Saint-Denis), dont le fermier devait servir le port, fournir embarcations et acquitter son droit de fermage (112 livres-tournoi à cette époque) que venait recevoir le prévôt ou bailli, chaque année aux Rogations, en même temps qu'il rendait justice et restait à déjeuner.
- 1650 - La commune s'honore de la résidence d'illustres personnages tels que la duchesse de Brunswick, du prince Palatin Édouard de Bavière et de son épouse Anne de Gonzague de Clèves, princesse de Mantoue.
- 1676 - (20 mars) Naissance de Pierre Boudou, chirurgien du roi et fondateur de la première école de filles du village d'Asnières. Chirurgien-chef de l'Hôtel-Dieu, il s'est rendu célèbre comme ophtalmologiste (opération d'une cataracte avec énucléation de l'œil). Il meurt à Paris le 25 novembre 1751.
- 1680 - (vers) L'abbé Antoine Lemoyne (Le Moyne ou Lemoine), seigneur d'Asnières par usufruit du chapitre de Saint-Marcel, docteur en Sorbonne, tente d'embellir le nom de la commune par « Asnières-Belle-Ile ». Toutes ces tentatives resteront vaines.
- 1700 - (13 septembre) Bornage entre Asnières et Colombes pour la fixation des dîmes.
- 1704 - Asnières compte environ 80 feux (450 âmes ?).
- 1711 - (6 septembre) Consécration de l'église Sainte-Geneviève (sainte protectrice d'Asnières).
- 1715 - (vers) Marie-Madeleine de Vieuville, comtesse de Parabère, possède une maison à Asnières, à l'emplacement du château construit ultérieurement. Elle est la favorite de Philippe d'Orléans (1674-1723), régent du royaume de 1715 à 1723.
- 1730 - (12 juillet) Décès de Mme de Brunswick, duchesse douairière de Hanovre.
- 1750 - Construction du château de Marc-René de Voyer de Paulmy d'Argenson (1722-1787), marquis de Paulmy puis d'Argenson (1757) par Jacques Hardouin-Mansart de Sagonne (petit-fils du célèbre Jules-Hardouin Mansart).
- 1752 - Mise au jour d'une importante nécropole en bordure de Seine, datant du IVe siècle apr. J.-C., découverte lors des travaux de construction de l'entrepôt des haras du marquis de Voyer, et non du château comme indiqué faussement alors. Le comte de Caylus, consulté à cet effet, affirme avoir ouï dire qu'un roi Dagobert, de la « première race », avait une maison de campagne sur le terrain d'Asnières[30].
- 1790 - Pierre Dieudonné Delguèdre, paysan, devient le premier maire d'Asnières, pour trois ans.
- 1812 - Premier plan cadastral. Asnières y trouve à peu près son territoire actuel.
- Le 3 juillet 1815, les troupes françaises, cantonnées à Asnières, voulant empêcher les troupes ennemies de passer la Seine en cet endroit, firent couler par le fond le bac et tous les bateaux qui étaient sur la rivière.
- 1815 - Occupation du château d'Asnières par les troupes anglaises.
- 1826 - Construction du premier pont routier. Il est à péage et signe le décollage économique et démographique du bourg.
- 1837 - Arrivée du chemin de fer (ligne Paris-Le Pecq en 45 minutes contre 4 ou 5 heures auparavant).
- 1838 - Ligne de chemin de fer Asnières-Versailles Rive Droite.
- 1839 - Gaspard de Prony, meurt à Asnières. Cet ingénieur et mathématicien (né en 1755), premier directeur du bureau du cadastre, membre du bureau des longitudes, prend en charge la fabrication du kilogramme étalon et établit un jeu de tables trigonométriques en système métrique (quatorze décimales). Fait baron et pair de France par Charles X. Un lycée professionnel d’Asnières-sur-Seine porte aujourd’hui son nom.
- 1841- La commune est ainsi décrite dans la Nouvelle histoire de Paris de Julien de Gaulle : « Le village d'Asnières et ses environs possèdent de fort jolies maisons de campagne, bien situées, d'un aspect agréable. On y voyait autrefois plusieurs beaux châteaux, entre autres, celui de la belle marquise de Parabère, maîtresse du régent Philippe d'Orléans. Il n'y a pas plus d'une lieue et demie de Paris à Asnières ; c'est une promenade assez fréquentée par la population parisienne dans les beaux jours d'été. On y compte 600 habitants environ. Sa situation offre des points de vue délicieux, un air pur et des commodités de toute espèce[31]. ».
- 1845 - (9 décembre) Mise à l'eau du bateau le Chaptal. Cette période marque le début de nombreuses régates, et la mode des canotiers et guinguettes sur les berges.

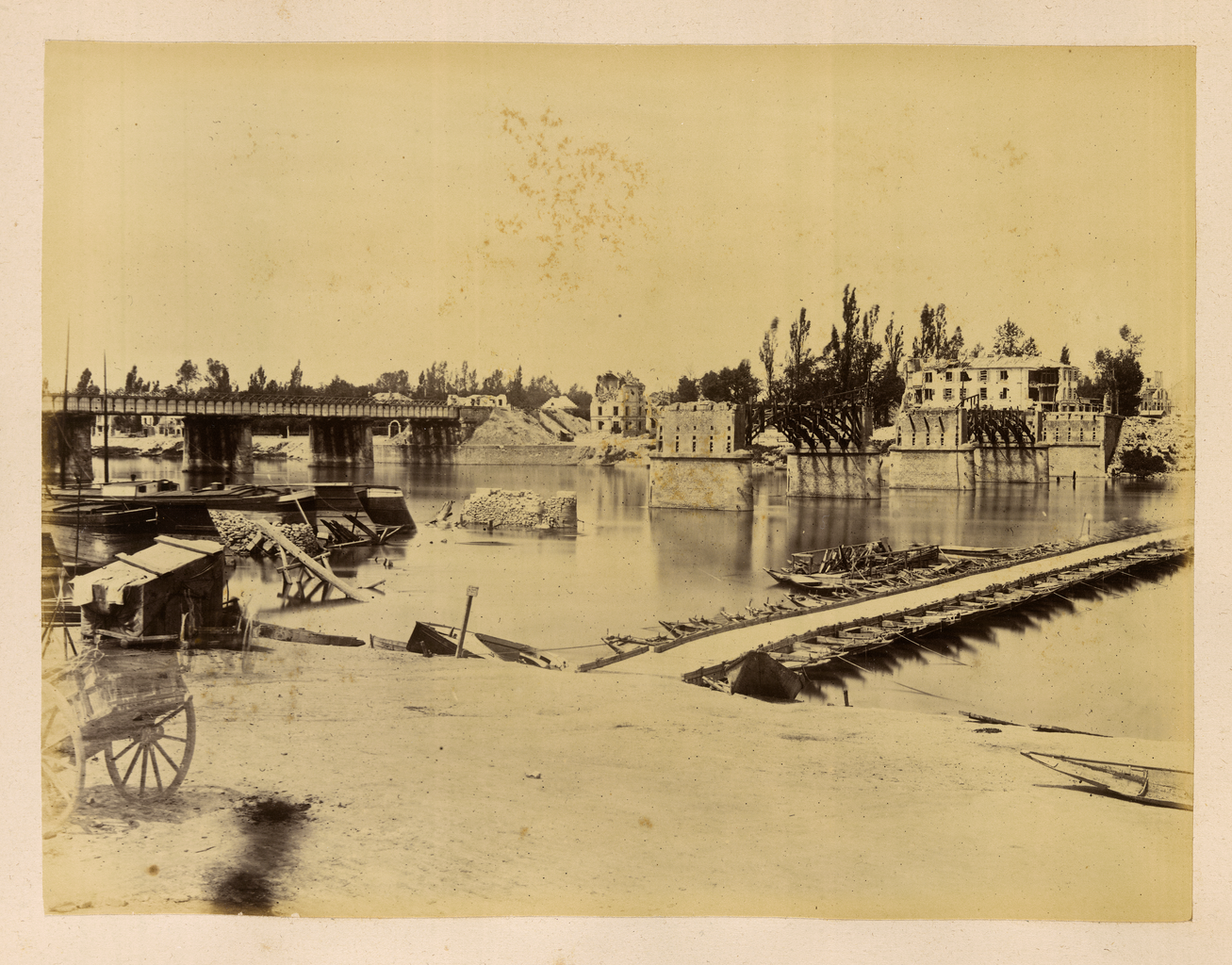
Siège de Paris (1870) : pont de bateaux à Asnières en remplacement du pont détruit.

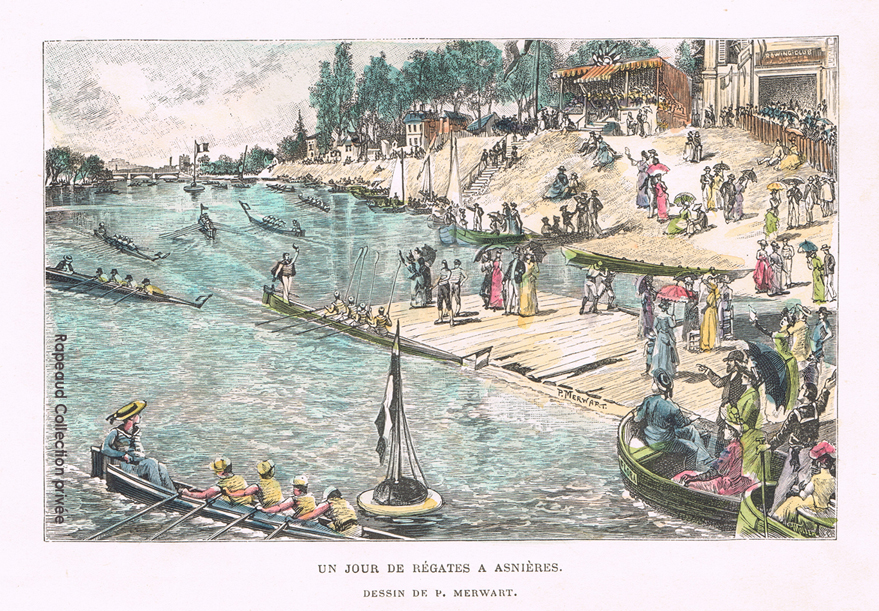
Un jour de régates au bord de la Seine à Asnières, dessin de P. Merwart.

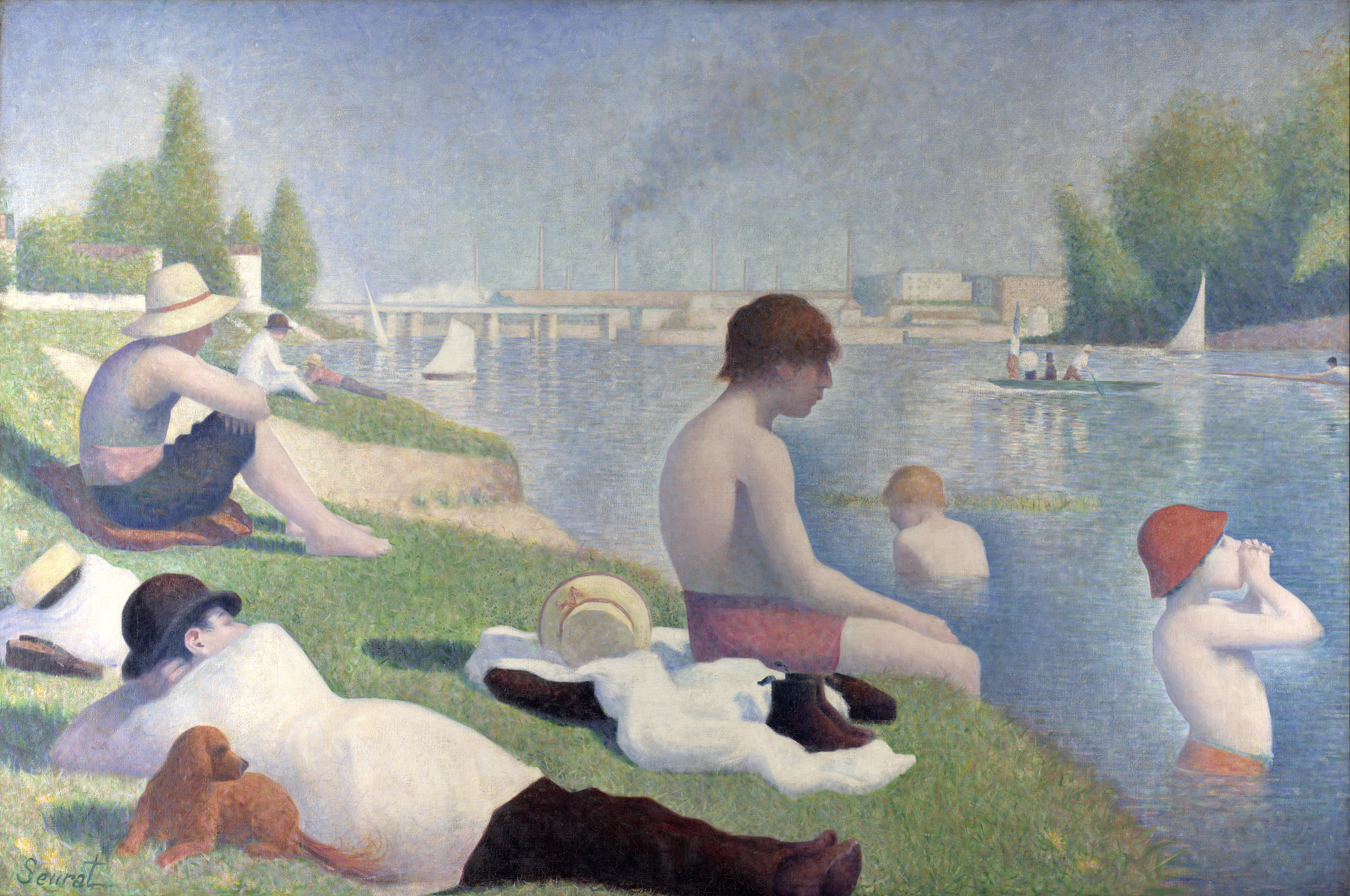
Seurat : Une baignade à Asnières. 1884.

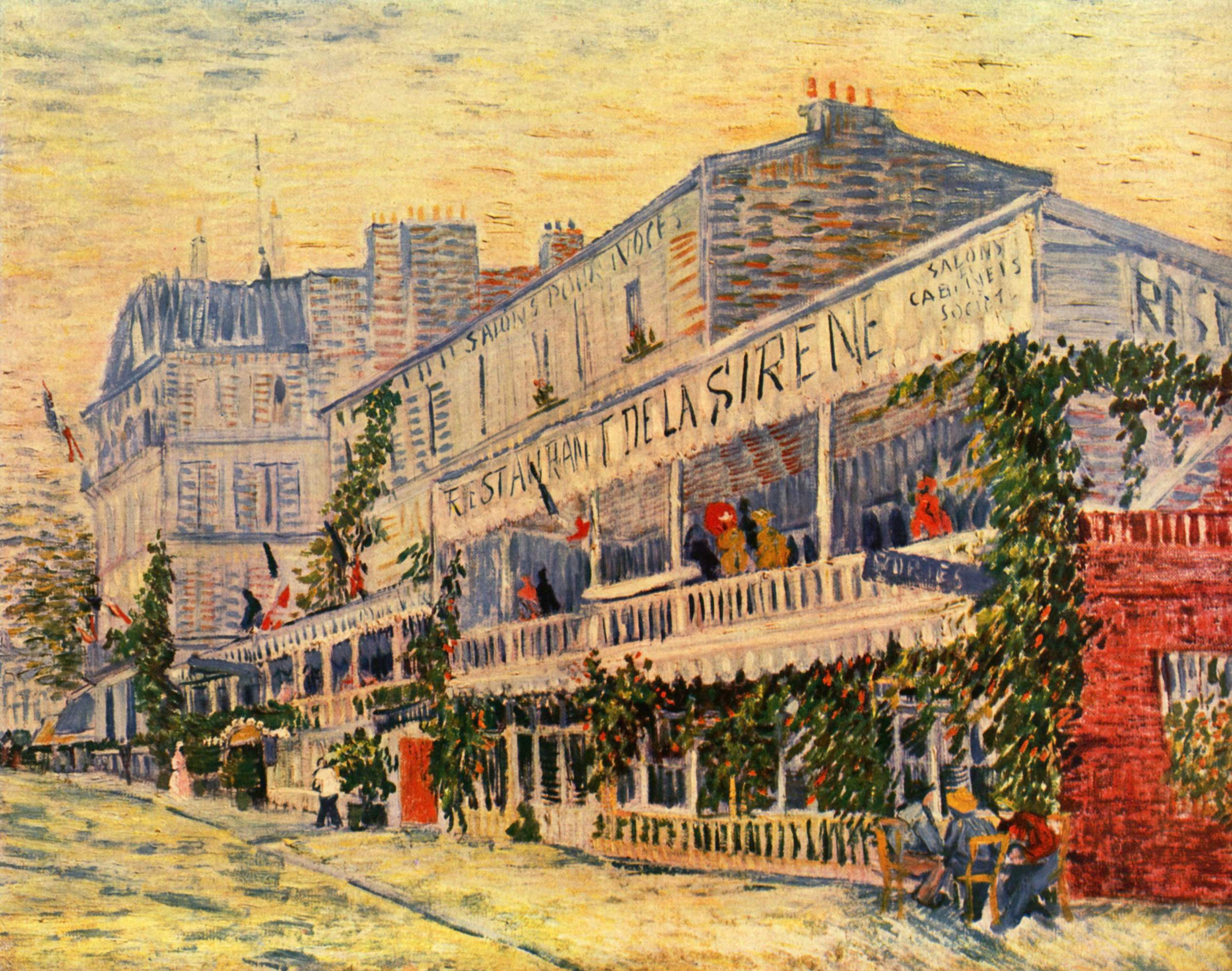
Le restaurant de la Sirène par van Gogh. 1887.

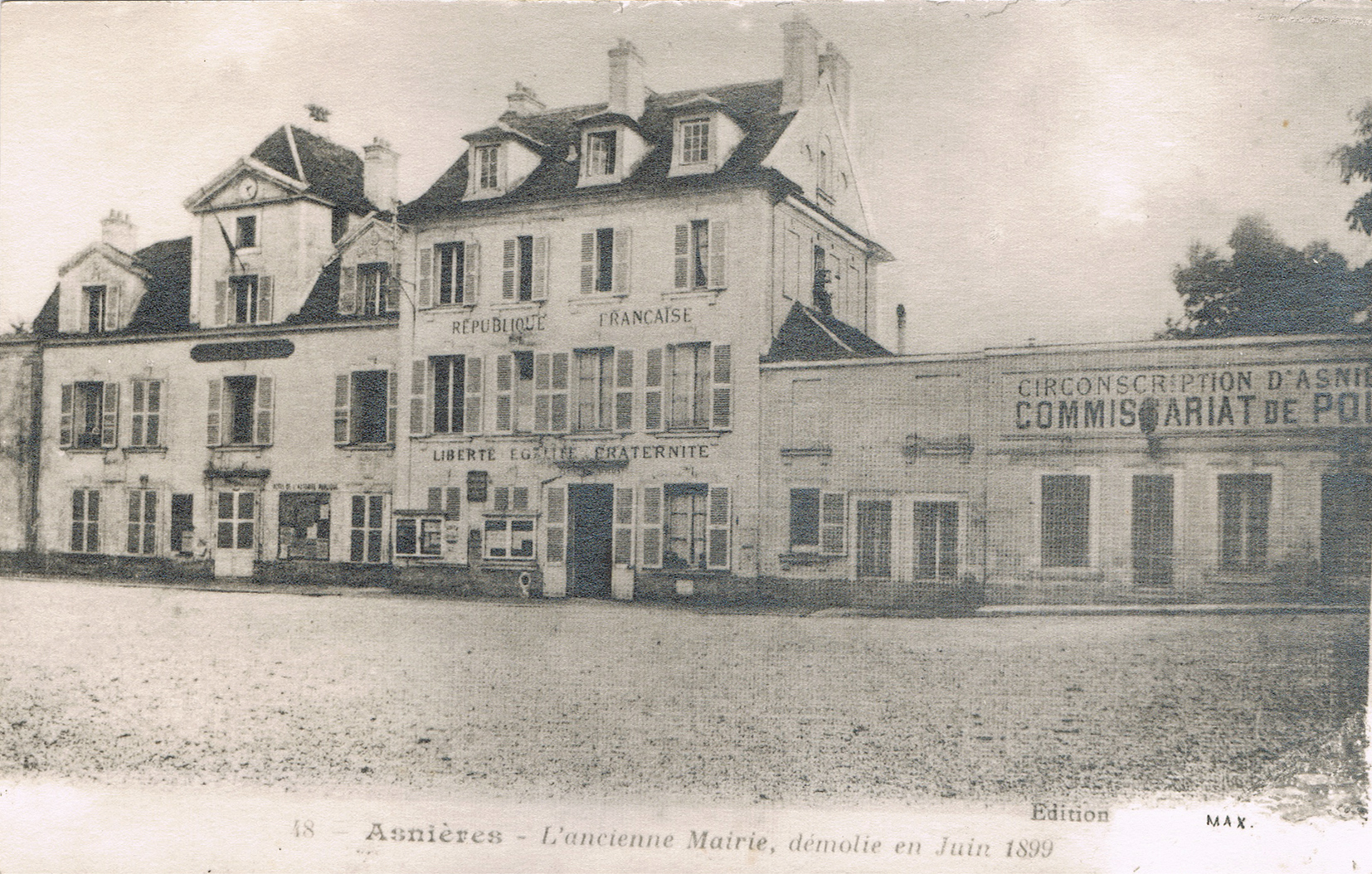
Ancienne mairie d'Asnières.

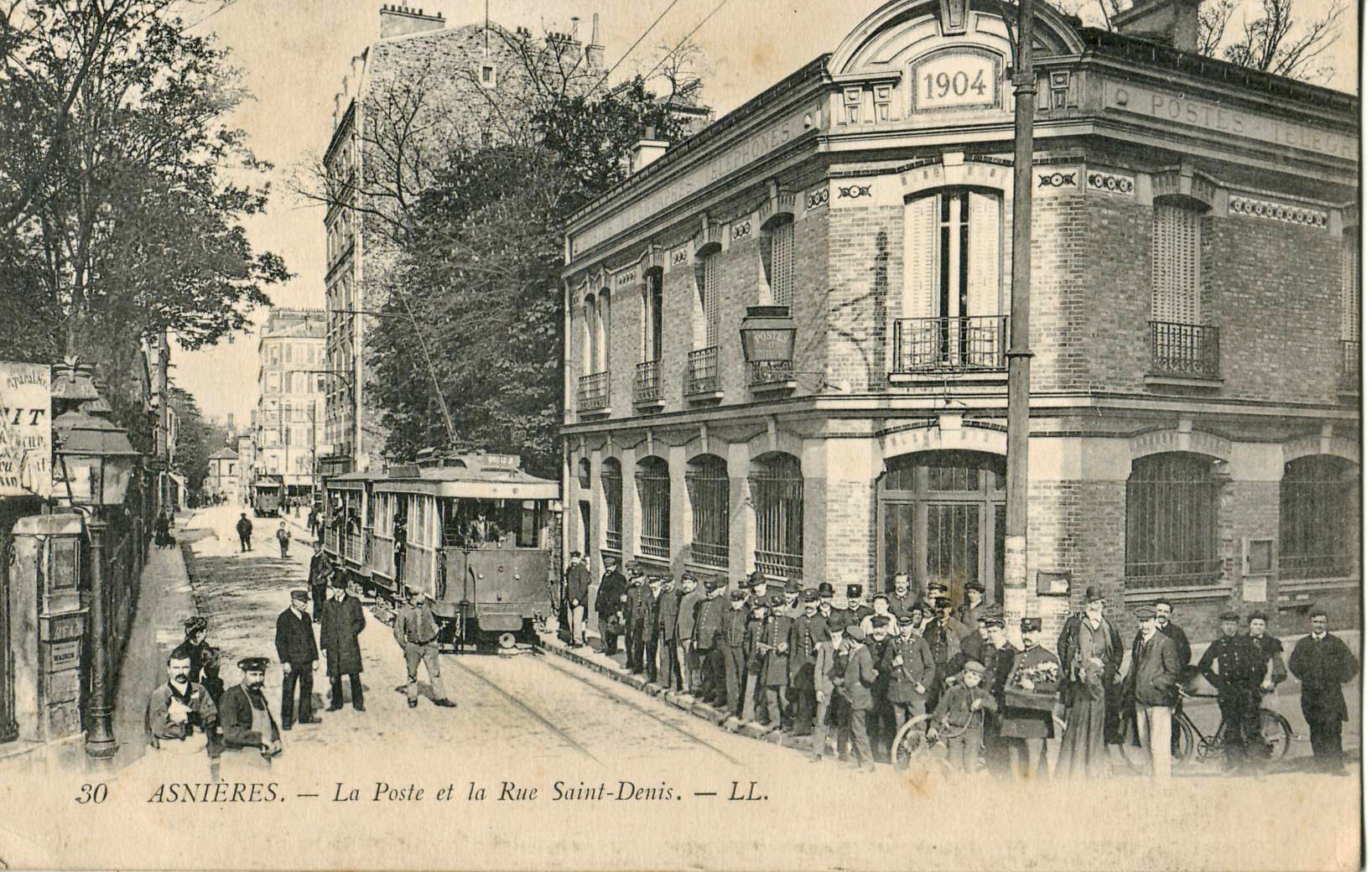
La « nouvelle » poste de 1904 et les tramways.

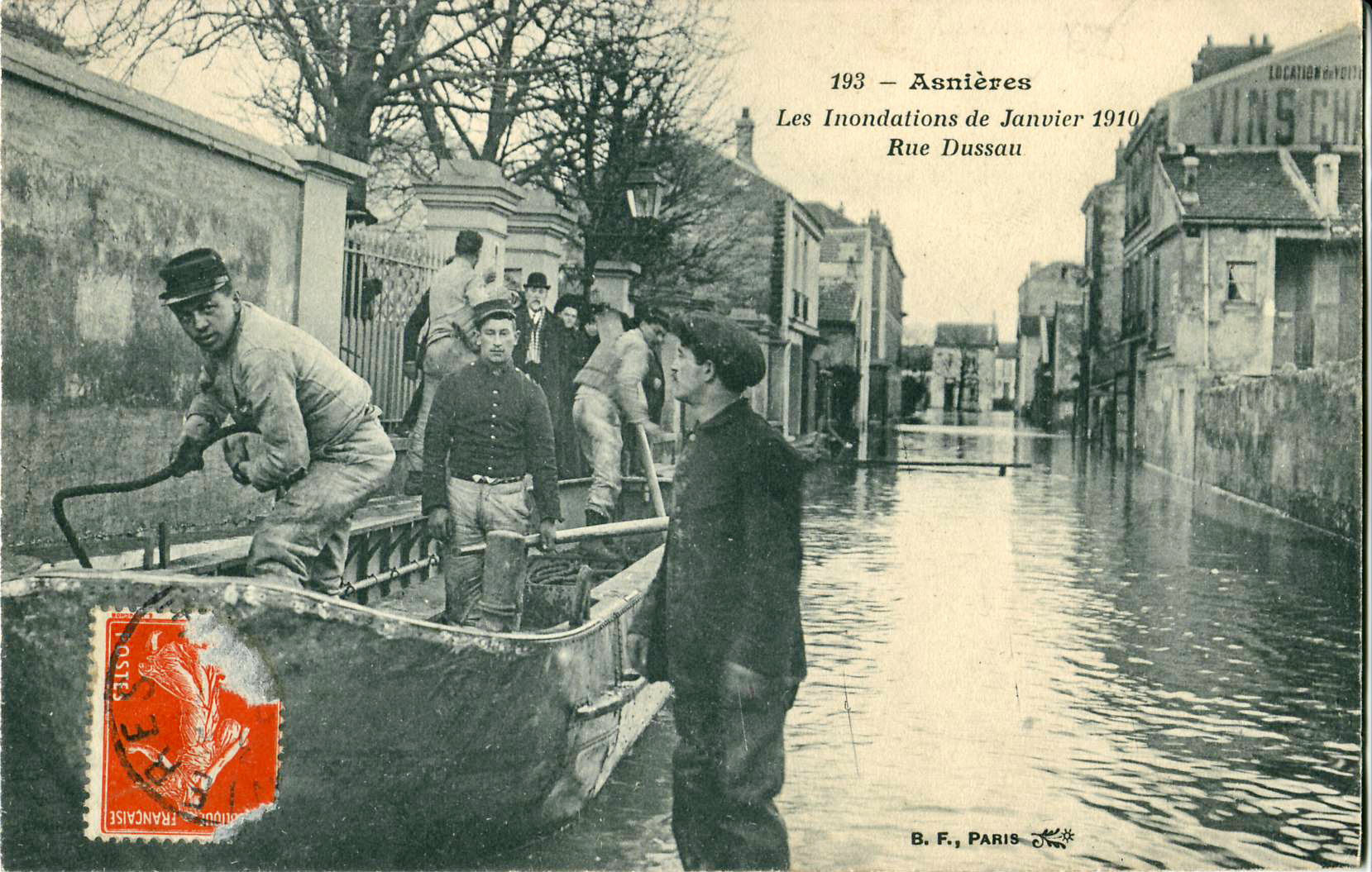
Crue de la Seine de 1910 rue Dusseau à Asnières.

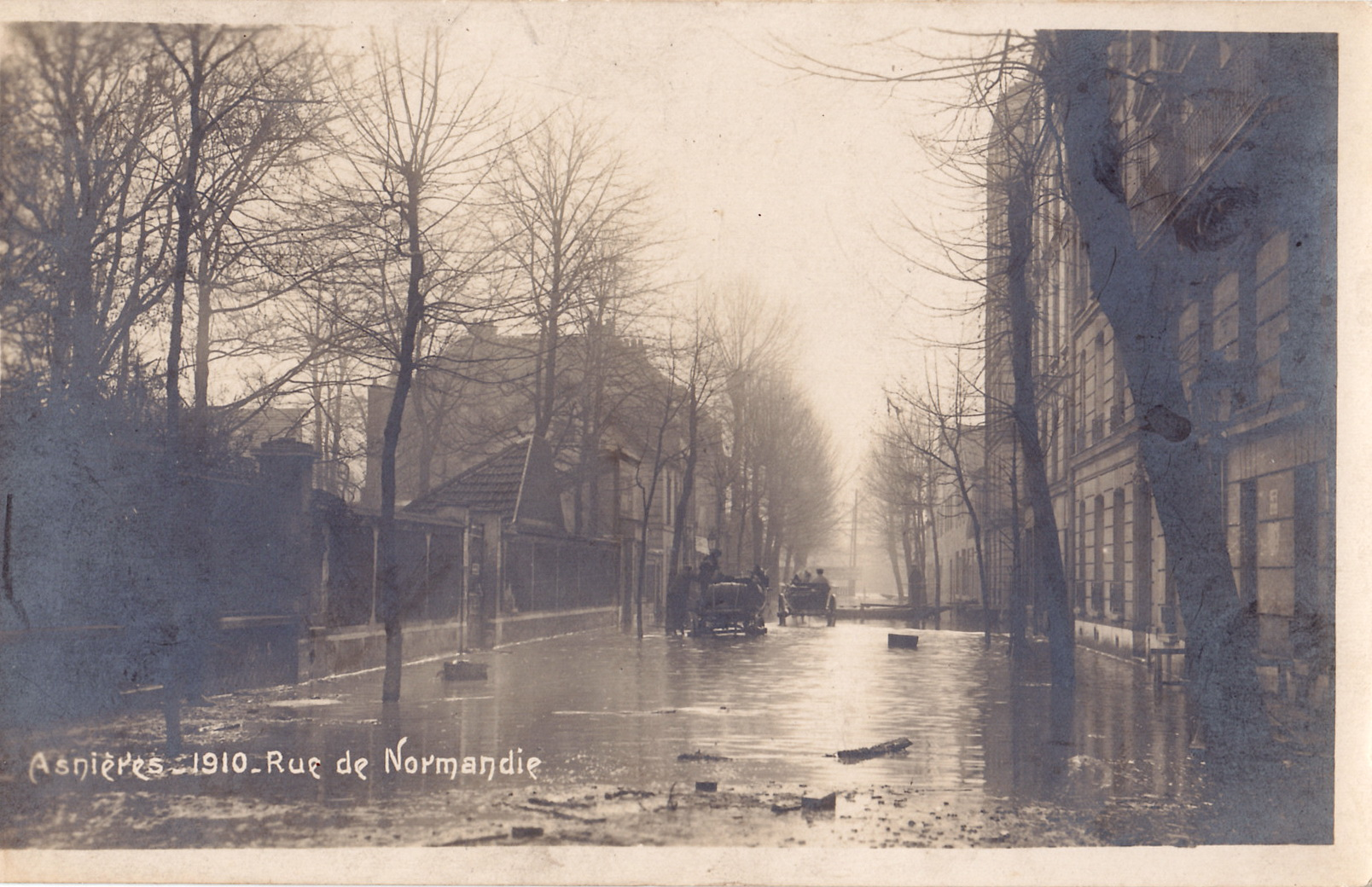
Autre vue de la crue de 1910, rue de Normandie.

- 1848 - Les évènements qui marquent la chute de la monarchie de Juillet entraînent la destruction du pont. Il sera reconstruit par Émile Clapeyron (1799-1864).
- 1848 - Le château d'Asnières est transformé en restaurant, devenant un endroit particulièrement prisé de la bourgeoisie parisienne, avec des nombreux bals et soirées.
- 1850 - (vers) Création d'un club de canotage qui deviendra l'un des symboles de la ville au XIXe siècle, attirant une telle foule que l'on compare Asnières à Palos de la Frontera, le port espagnol d'où partit Christophe Colomb.
- 1852 - Ernest Goüin introduit en France la construction des ponts métalliques avec celui d'Asnières.
- 1857 - Inauguration de la première école maternelle de la ville.
- 1860 - Louis Vuitton installe ses ateliers à Asnières.
- 1861-1862 - Transfert du cimetière de l'avenue d'Argenteuil à la rue du Ménil.
- 1869 - L'éditeur d'art Adolphe Goupil installe ses ateliers photographiques.
- 1870 - Création d'un service d'omnibus entre la place Voltaire à Asnières et l'avenue de Clichy à Paris.
- 1870 - (septembre) Durant le siège de Paris (1870), le pont d'Asnières est totalement détruit, et une partie du pont de Clichy est endommagée. Les dégâts subis par les édifices publics sont considérables, la gare s'écroule sous les bombardements.
- 1871 - (9 avril) Le général Ladislas Dombrowski, commandant de la Place de Paris, s'empare d'Asnières aux mains des Versaillais. Le 19 avril, nouveau combat entre les insurgés et les Versaillais commandés par le général Montaudon. (cf. Chronologie de la Commune de Paris)
- 1871 - L'ouvrier imprimeur-lithographe Jean-Baptiste Girard (1821-1900) fonde la Bibliothèque populaire avec 3 000 ouvrages.
- 1873 - Naissance d'Henri Barbusse. Son livre le plus célèbre, Le feu, journal d'une escouade obtient le prix Goncourt en 1917.
- 1873 - (vers) Le succès populaire des baignades et des guinguettes en bord de Seine attire de nombreux artistes. En 1873, Claude Monet (l'année d'Impression, soleil levant) et Auguste Renoir (1879) peignent chacun La Seine à Asnières, Georges Seurat en 1883 avec une baignade à Asnières, puis les néo-impressionnistes (Paul Signac…) posent leur palette sur les berges de la Seine : Van Gogh immortalise à son tour le pont d'Asnières (1887) et le restaurant de la Sirène.
- 1873-1874 - Reconstruction des deux ponts (Asnières et Clichy) avec tabliers métalliques.
- 1874 - (1er mai) Ouverture du premier commissariat de police.
- 1875 - La ligne de tramway de Paris et du Département de la Seine arrive place Voltaire.
- 1879 - Sarah Bernhardt, la grande tragédienne, s'installe au 19, rue Magenta dans une propriété portant le nom de château des Brumes.
- 1880 - (vers) Des opérations d'épuration du préfet de police Camescasse à Paris font fuir les prostituées qui se réfugient en nombre à Asnières, dès lors surnommée Pouffiasses Ville.
- 1887 - (30 mai) Inauguration du monument dédié à Jean-Jacques Rousseau (œuvre de Carrier-Belleuse, fondu par Thiébaut).
- 1891 - La ligne de tramway Madeleine/Bourguignons est ouverte au public avant d'être prolongée jusqu'à Colombes quelques années plus tard (la traction animale est dès lors remplacée par la traction mécanique).
- 1892 - Le compositeur et organiste Joseph-Antonin Aulagnier lègue à la ville 370 000 francs pour la construction d'un hospice pour vieillards (17 places et seulement pour des hommes) qui sera inauguré sur les quais de Seine en 1898. Cette même année, Louis Vuitton meurt à Asnières. Il est enterré au cimetière de la rue du Ménil.
- 1893 - Achille Laviarde (1841-1902) alias Achille Ier, roi d'Araucanie et de Patagonie, prince des Aucas, duc de Kialéon pose ses valises Villa des Cigales (il en repart en 1894).
- 1894 - Perquisitions pendant la répression de janvier et février 1894[32],[33],[34].
- 1897 - Le 18 juin, une partie du territoire, en particulier la rue Jean-Jaurès à Bois-Colombes, la gare des Carbonnets, la place Voltaire, l'avenue des Grésillons..., est touchée par une tornade qui entraîne le décès de plusieurs personnes et de très nombreux dégâts[35].
- 1897 - (25 juillet) Début de la construction de l'hôtel de ville.
- 1899 - Création du cimetière des Chiens, première nécropole zoologique au monde, située sur l'ancienne Ile des Ravageurs, à côté du parc Robinson. On y trouve des tombes de chats, de chiens, de chevaux, de singes, de colombes, perroquets, etc. mais aussi celle d'un mouton, du célèbre chien Rintintin et un monument en l'honneur du chien Barry.
- 1899 - (15 octobre) Inauguration du tout nouvel hôtel de ville et sa splendide salle des mariages (architecte : Emmanuel Garnier).
- 1899 - Installation rue de Normandie des ateliers de Chenard et Walcker, constructeur automobile.
- 1900 - Les compétitions de natation des jeux de la seconde Olympiade (Jeux olympiques d'été de 1900) se déroulent à Asnières dans la Seine. Le 60 m sous l'eau vaut à la France sa première médaille d'or.
- 1901 - Ernest Daltroff (1870-1941) achète la parfumerie Emilia qui prend ensuite le nom d'un acrobate en vogue : Caron. Il crée ses propres parfums dès 1904 (Royal Emilia, Royal Caron, Radiant) et s'installe en partie avenue de la Lauzière donnant sur la voie ferrée.
- 1907
  - - Naissance de Maurice Bonnet († 1994), inventeur du « procédé Bonnet » de photographie en relief.
  - - Naissance du cinéaste Yves Allégret († 1987).
- 1910 - En janvier, Asnières est victime des crues de la Seine.
- 1912 - Naissance d'Hélène Perdrière († 1992) de la Comédie-Française, actrice (D'homme à hommes de Christian-jaque, Le Mystère de la chambre jaune d'Aisner, Topaze de Marcel Pagnol, Le Fantôme de la liberté de Luis Buñuel…).
  - Le 21 mars 1915, durant la Première Guerre mondiale, plusieurs bombes sont lancées d'un ballon dirigeable allemand Zeppelin qui explosent au no 70 avenue d'Argenteuil, au no 18 rue du Congrès, au no 24 rue du Ménil et au 11, rue des Ravageurs[36],[37] et l'ancienne résidence de Sarah Bernhardt. La Villa des roses fut également touchée au 13, rue de la comète, et son propriétaire dédommagé. (Dossier de réparations de guerre consultable aux archives du départment.)
- 1927 - Albert Véchambre fonde la société Radialva en décembre.
- 1928 - L'association Léopold Bellan (conseiller de Paris) ouvre une maison de retraite.
- 1933 - Découverte d'un mégalithe ou menhir en position verticale lors d'une fouille de sépultures dans un tumulus (visible dans le square du Maréchal-Leclerc).
- 1935 - Inauguration du Centre administratif et social (architectes : Chevallier et Launay).
- 1939 - L'abbé Jean Glatz est vicaire à Saint-Joseph-des-Quatre-Routes pendant la guerre de 1939-1940.
- 1944 - (15 mars) Le Conseil national de la Résistance (CNR) se réunit à Asnières et adopte un programme d'action qui jette les bases de la Sécurité sociale, des retraites généralisées, des grands services publics, des comités d'entreprises, des lois sociales agricoles, du droit à la culture pour tous…
- 1945 - Georges Colomb, dit Christophe, dessinateur français né le 25 mai 1856 à Gleux-lès-Lure, meurt à Nyons (Drôme), est inhumé à Asnières. Il est l'auteur de : La Famille Fenouillard, Le Sapeur Camember, Le Savant Cosinus, Les Aventures de Plick et Plock.
- 1952 - (27 mai) La Croix de guerre est apposée au blason de la commune pour honorer les 772 victimes militaires et civiles de la  Seconde Guerre mondiale.
- 1959 - Michel Maurice-Bokanowski est élu maire. Ancien compagnon de la Libération, ancien ministre du général de Gaulle, il meurt le 3 mai 2005.
- 1968 - Asnières s'appelle désormais « Asnières-sur-Seine » (afin d'éviter toute homonymie avec Asnières dans l'Eure par exemple).

## Politique et administration

### Rattachements administratifs et électoraux

#### Rattachements administratifs
Antérieurement à la loi du 10 juillet 1964, la commune faisait partie du département de la  Seine. La réorganisation de la région parisienne en 1964 fit que la commune appartient désormais au département des Hauts-de-Seine et à son arrondissement de Nanterre après un transfert administratif effectif au 1er janvier 1968.
Elle faisait partie entre 1801 et 1893 du canton de Courbevoie, année où elle devient le chef-lieu du canton d'Asnières-sur-Seine au sein du département de la Seine. Lors de la mise en place des Hauts-de-Seine, le territoire de la commune est réparti entre le canton d'Asnières-sur-Seine-Nord et celui d'Asnières-Sud. Dans le cadre du redécoupage cantonal de 2014 en France, cette circonscription administrative territoriale a disparu, et le canton devient une circonscription électorale.

#### Rattachements électoraux
Pour les élections départementales, depuis 2014  une première partie de la commune constitue le canton d'Asnières-sur-Seine, la seconde fait partie de celui de Courbevoie-1.
Pour l'élection des députés, elle fait partie de la deuxième circonscription des Hauts-de-Seine.

### Intercommunalité
La ville n'était membre d'aucune intercommunalité à fiscalité propre jusqu'en 2016.
Dans le cadre de la mise en œuvre de la volonté gouvernementale de favoriser le développement du centre de l'agglomération parisienne comme pôle mondial est créée, le 1er janvier 2016, la métropole du Grand Paris (MGP), dont la commune est membre.
La Loi portant nouvelle organisation territoriale de la République (NOTRe) du 7 août 2015 prévoit également la création de nouvelles structures administratives regroupant les communes membres de la métropole, constituées d'ensembles de plus de 300 000 habitants, et dotées de nombreuses compétences, les établissements publics territoriaux (EPT).
La commune est donc intégrée le 1er janvier 2016 à l'établissement public territorial Boucle Nord de Seine.

### Tendances politiques et résultats
Le système mis en place par Manuel Aeschlimann, maire de 1999 à 2008 puis depuis 2014, a été épinglé pendant plusieurs années par les médias. L'Express notamment parle de : « guérilla judiciaire », « esprit de famille », « occupation du terrain sans relâche » (par une communication outrancière), « discrédit des adversaires », communautarisme, mises en examen, condamnations pour diffamation, affaire de favoritisme…
Ce contexte, allié à la poussée nationale de la gauche, a conduit à un changement de majorité lors des élections municipales des 9 et 16 mars 2008 au profit d'une inédite coalition PS, Les Verts, Modem, divers droite. Le socialiste Sébastien Pietrasanta a remporté l'élection avec 51,86 % des voix au second tour. Un an plus tôt, Nicolas Sarkozy (UMP) avait réalisé un score de 53,61 % au deuxième tour de l'élection présidentielle à Asnières.
En 2012, la ville a suivi la tendance nationale, en votant à 52,28 % pour François Hollande au deuxième tour.
Aux législatives de la deuxième circonscription des Hauts-de-Seine, qui couvre aussi le canton de Colombes-Sud, Sébastien Pietrasanta a été élu en 2012 avec 54,28 % des suffrages exprimés sur la commune.
Lors des élections municipales de 2014 dans les Hauts-de-Seine, la liste menée par Manuel Aeschlimann est élue en 2014 avec 50,1 % des voix, soit 70 voix d'avance sur la liste menée par le maire sortant Sébastien Pietrasanta.
Toutefois, le Conseil d’État annule le 11 mai 2015 ces élections, en raison de « pressions » à voter UMP aux abords de plusieurs bureaux de vote, ainsi que pour les villes de Clichy et de Puteaux, deux autres communes du département des Hauts-de-Seine,,.
De nouvelles élections ont lieu les 14 et 21 juin 2015 : la liste conduite par Manuel Aeschlimann obtient 47,42 % des suffrages exprimés à l'issue du premier tour puis 56,7 % des suffrages exprimés au second tour,,, ce scrutin étant marqué par une très forte abstention.
Lors du premier tour des élections municipales de 2020 dans les Hauts-de-Seine, la liste LR-SL-UDI menée par le maire sortant Manuel Aeschlimann obtient la majorité absolue des suffrages exprimés, avec 10 924 voix (56,62 %, 44 conseillers municipaux élus  dont 2 métropolitains), devançant largement les listes menées par : 
- Alexandre Brugère (LREM-MoDem, 3 202 voix, 16,59 %, 4 conseillers municipaux) ;
- Marie-Christine Baillet (DVG-EÉLV-PS-PRG, 2 483 voix, 12,87 %, 3 conseillers municipaux élus) ;
- Romain Jehanin (G·s-LFI-PCF-PP-GRS, 1 761 voix, 9,12 %, 2 conseillers municipaux élus) ;
- Xavier Colson  (DVG, 722 voix, 3,74 %, pas d'élu) ;
- Clément Dautelle  (DVG, 201 voix, 1,04 %).

L'abstention s'est élevée à 57,67 %. La contestation des résultats de l'élection a été rejetée par le tribunal administratif de Cergy.

### Administration municipale
Le nombre d'habitants au dernier recensement étant compris entre 80 000 et 99 999, le nombre de membres du conseil municipal est de 53.

### Liste des maires
| Période         | Période                        | Identité                      | Étiquette             | Qualité |
| --------------- | ------------------------------ | ----------------------------- | --------------------- | --- |
| 1944            | mai 1945                       | Jacques Rehault (dit Jacquin) |                       | Ingénieur Président du Comité local de Libération |
| mai 1945        | octobre 1947                   | Charles-Louis Froideval       | MRP                   | Industriel |
| octobre 1947    | 20 mars 1959                   | Jean-Auguste Huet             | SFIO                  | Docteur en médecine, résistant Conseiller général de la Seine (1945 → 1967) Président du conseil général de la Seine (1955 → 1956)                           |
| 20 mars 1959    | 27 mars 1994                   | Michel Maurice-Bokanowski     | UNR puis UDR puis RPR | Administrateur de sociétés Ministre (Gouv. Debré, Pompidou I et II) (1959 → 1966) Député de la Seine (1951 → 1959) Sénateur des Hauts-de-Seine (1968 → 1994) |
| 1er avril 1994  | 19 janvier 1999                | Jean-Frantz Taittinger        | RPR                   | Maître de conférences à l'IEP Paris Député des Hauts-de-Seine (2e circ.) (1993 → 2002) Élu à la suite d'une élection municipale partielle Démissionnaire     |
| 19 janvier 1999 | 22 mars 2008,                  | Manuel Aeschlimann            | UMP                   | Conseiller général d'Asnières-sur-Seine-Sud (1994 → 2002) Député des Hauts-de-Seine (2e circ.) (2002 → 2012)                                                 |
| 22 mars 2008    | 4 avril 2014                   | Sébastien Pietrasanta         | PS                    | Professeur d'histoire Député des Hauts-de-Seine (2e circ.) (2012 → 2017)                                                                                     |
| 4 avril 2014    | En cours (au 10 décembre 2020) | Manuel Aeschlimann            | UMP → LR              | Maître de conférences à l'IEP Paris Vice-président de la Métropole du Grand Paris (2016 → ) Réélu pour le mandat 2020-2026                                   |

### Politique de développement durable
La ville a engagé une politique de développement durable en lançant une démarche d'Agenda 21 en 2005.

### Finances locales
Pour l'exercice 2019, le compte administratif du budget municipal d’Asnières-sur-Seine s'établit à 181,7 millions d’euros en dépenses et 196,6 millions d’euros en recettes.

#### Fonctionnement
En 2019, les charges réelles de fonctionnement s’élèvent à 102 648 000 € soit 1 184 € par habitant (1 377 € en moyenne pour les villes de la même strate démographique). Les recettes réelles atteignent quant à elles 124 585 000 € soit 1 437 € par habitant (1 596 € par habitant pour les villes de même strate).
Le principal pôle de dépenses en section de fonctionnement est celui des charges de personnels pour une valeur de 57 356 000 € (56 %) soit 662 € par habitant (le ratio des villes de la même strate étant de 813 € par habitant). Entre 2014 et 2021, la masse salariale a été réduite de 3,5 %. Les achats et charges externes constituent également un important pôle de dépense qui s'établit à hauteur de 29 551 000 €. Ce second poste a été réduit de 26% entre 2014 et 2019, en baissant de plus de 10 millions.
La plus grande part des recettes de fonctionnement est constituée des taxes et impôts locaux qui concourent à hauteur de 65 727 000 € au budget, représentant 758 € par habitant (796 € pour les villes de la même strate). La dotation globale de fonctionnement versée par l'État à la ville s'établit à 8 164 000 € en 2019 et a donc baissé de plus de 67% depuis 2014, elle s'établissait alors à 25 154 000 €.
Les taux de la taxe d'habitation et de la taxe foncière ont connu une hausse de 17,1% en 2009, avant de baisser de 0,9% en 2014 pour rester totalement stables jusqu'en 2019.
Ils sont fixés ainsi :
- Taxe foncière sur le bâti : 11,72% (21,25% en moyenne dans la strate)
- Taxe foncière sur le non bâti : 16,28% (38,26% en moyenne dans la strate)
- Taxe d'habitation : 20,9% (20,85% en moyenne dans la strate)

La ville applique un abattement familial dérogatoire ainsi que deux abattements facultatifs de 10% au profit des personnes de condition modeste et au profit des personnes en situation de handicap pour la taxe d'habitation.

#### Investissement
En 2019, les dépenses d'investissement comprennent par ordre d'importance :
Les dépenses d'équipement pour une valeur de 48 110 000 €, soit 555 € par habitant (contre 406 € en moyenne dans la strate). Entre 2014 et 2019, les dépenses d'équipement ont progressé de 153%.
Les remboursements d’emprunts représentent 7 070 000 €, soit 82 € par habitant (contre 135 € en moyenne dans la strate).
Les ressources en investissement étaient constituées en 2019 :
- des excédents des années précédentes,
- des subventions reçues à hauteur de 3,7 millions d'euros,
- du produit de la taxe d'aménagement à hauteur d'1,7 million d'euros,
- du reversement par l'État d'une fraction de la TVA payée par la commune à hauteur d'1,9 million d'euros.

Capacité d'autofinancement par habitant (en euros)
|                      | 2019 | 2018 | 2017 | 2016 | 2015 | 2014 | 2013 | 2012 | 2011 | 2010 | 2009 | 2008 | 2007 | 2006 | 2005 | 2004 | 2003 | 2002 | 2001 | 2000 |
| -------------------- | ---- | ---- | ---- | ---- | ---- | ---- | ---- | ---- | ---- | ---- | ---- | ---- | ---- | ---- | ---- | ---- | ---- | ---- | ---- | ---- |
| Asnières-sur-Seine   | 253  | 195  | 186  | 181  | 139  | 105  | 187  | 161  | 185  | 212  | 162  | 126  | 138  | 160  | 100  | 87   | 79   | - 16 | 49   | 37   |
| Moyenne de la strate | 219  | 209  | 197  | 184  | 251  | 177  | 240  | 251  | 276  | 254  | 239  | 207  | 215  | 251  | 201  | 210  | 198  | 179  | 171  | 192  |

#### Dette locale
La dette d'Asnières, importante, est au cœur des argumentations entre majorité et opposition. Elle se chiffre le 31 décembre 2018 à 175,472 millions d'euros.
Cette dette est le résultat d'emprunts toxiques contractés envers la banque Dexia au début des années 2000 : en 2008, 93% de la dette provient d'emprunts toxiques (81% en 2010 et 67% en 2013),,. Cette situation contraint en 2009 le maire Sébastien Pietrasanta à augmenter les impôts locaux de 17%, une hausse historique. Au 31 décembre 2018, la part de ces emprunts toxiques a été réduite à 5%. La commune n'a pas souscrit de nouvel emprunt en 2017, 2018 et 2019. La ville jouit en 2019 d'une capacité d'autofinancement de 21 937 000 € et une capacité de désendettement de 7,2 ans, inférieure au seuil de criticité établi à 15 ans. 

Le graphique qui aurait dû être présenté ici ne peut pas être affiché car il utilise l'ancienne extension Graph, désactivée pour des questions de sécurité. Des indications pour créer un nouveau graphique avec la nouvelle extension Chart sont disponibles ici.

Évolution de la dette en euros de 2000 à 2019  (le montant de la dette est pris au 31 décembre de l'année N)

### Jumelages
Au 22 juin 2015, Asnières-sur-Seine est jumelée avec :
- Spandau (Allemagne) depuis 1959, 5e arrondissement de Berlin[75].

Après 50 ans de jumelage en sommeil avec Berlin-Spandau, les maires des deux villes ont resigné le 9 mai 2009, jour de la fête de l'Europe, leur jumelage officiel.[réf. nécessaire]
- Stockton-on-Tees (Royaume-Uni) depuis 1985[76],[77]

## Population et société

### Démographie

#### Évolution démographique
L'évolution du nombre d'habitants est connue à travers les recensements de la population effectués dans la commune depuis 1793. Pour les communes de plus de 10 000 habitants les recensements ont lieu chaque année à la suite d'une enquête par sondage auprès d'un échantillon d'adresses représentant 8 % de leurs logements, contrairement aux autres communes qui ont un recensement réel tous les cinq ans,.

En 2022, la commune comptait 91 457 habitants, en évolution de +6,38 % par rapport à 2016 (Hauts-de-Seine : +2,75 %, France hors Mayotte : +2,11 %).
| 1793 | 1800 | 1806 | 1821 | 1831 | 1836 | 1841 | 1846 | 1851  |
| ---- | ---- | ---- | ---- | ---- | ---- | ---- | ---- | ----- |
| 345  | 334  | 316  | 386  | 514  | 556  | 702  | 925  | 1 186 |

| 1856  | 1861  | 1866  | 1872  | 1876  | 1881   | 1886   | 1891   | 1896   |
| ----- | ----- | ----- | ----- | ----- | ------ | ------ | ------ | ------ |
| 1 822 | 3 213 | 5 455 | 6 236 | 8 278 | 11 352 | 15 203 | 19 575 | 24 317 |

| 1901   | 1906   | 1911   | 1921   | 1926   | 1931   | 1936   | 1946   | 1954   |
| ------ | ------ | ------ | ------ | ------ | ------ | ------ | ------ | ------ |
| 31 336 | 36 482 | 42 583 | 49 607 | 52 609 | 63 654 | 71 831 | 72 273 | 77 838 |

| 1962   | 1968   | 1975   | 1982   | 1990   | 1999   | 2006   | 2011   | 2016   |
| ------ | ------ | ------ | ------ | ------ | ------ | ------ | ------ | ------ |
| 81 768 | 80 113 | 75 431 | 71 077 | 71 850 | 75 837 | 82 351 | 83 376 | 85 973 |

| 2021   | 2022   | - | - | - | - | - | - | - |
| ------ | ------ | - | - | - | - | - | - | - |
| 89 662 | 91 457 | - | - | - | - | - | - | - |

#### Pyramide des âges
En 2018, le taux de personnes d'un âge inférieur à 30 ans s'élève à 40,2 %, soit au-dessus de la moyenne départementale (38,4 %). À l'inverse, le taux de personnes d'âge supérieur à 60 ans est de 17,2 % la même année, alors qu'il est de 20,0 % au niveau départemental.
En 2018, la commune comptait 41 073 hommes pour 44 873 femmes, soit un taux de 52,21 % de femmes, légèrement inférieur au taux départemental (52,41 %).
Les pyramides des âges de la commune et du département s'établissent comme suit.
| Hommes | Classe d’âge | Femmes |
| ------ | ------------ | ------ |
| 0,5    | 90 ou +      | 1,5    |
| 4,0    | 75-89 ans    | 5,8    |
| 10,7   | 60-74 ans    | 11,7   |
| 17,6   | 45-59 ans    | 17,9   |
| 25,2   | 30-44 ans    | 24,5   |
| 20,6   | 15-29 ans    | 19,6   |
| 21,3   | 0-14 ans     | 18,9   |

| Hommes | Classe d’âge | Femmes |
| ------ | ------------ | ------ |
| 0,6    | 90 ou +      | 1,6    |
| 5,2    | 75-89 ans    | 7,2    |
| 12,1   | 60-74 ans    | 13,5   |
| 19,3   | 45-59 ans    | 19,4   |
| 22,6   | 30-44 ans    | 21,9   |
| 20,2   | 15-29 ans    | 18,9   |
| 19,9   | 0-14 ans     | 17,4   |

### Enseignement
Asnières-sur-Seine est située dans l'académie de Versailles.

#### Établissements scolaires

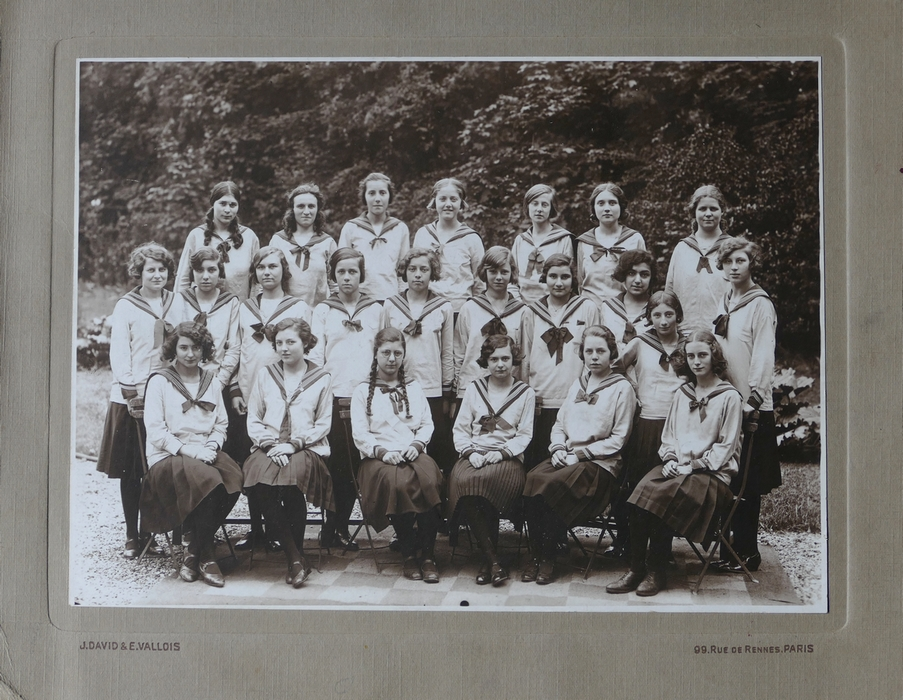
Élèves de l'institution Sainte-Agnès, v. 1930.

La ville administre 21 écoles maternelles publiques et 3 privées ainsi que 16 écoles élémentaires publiques plus 3 privées.
Le département gère quatre collèges publics (Malraux, Renoir, Truffaut et Voltaire), et trois privés (Sainte-Geneviève, Saint-Joseph et Chambertin), dont le collège Malraux classé en zone d'éducation prioritaire (ZEP).
La région Île-de-France gère trois lycées publics (le lycée professionnel de Prony, le lycée général et technologique Auguste-Renoir et le lycée d'enseignement adapté Martin-Luther-King) ainsi que le lycée général privé Sainte-Geneviève.
Classement des lycées d'enseignement général et technologique à l'échelon national,,:
Lycée Sainte-Geneviève :  100 % de réussite au baccalauréat, 9e lycée au classement national Le Figaro Étudiant en 2024.[pertinence contestée]
Lycée Auguste-Renoir :  86 % de réussite au baccalauréat, 907e lycée sur 1872.
Vie universitaire
La ville a comporté un centre universitaire de l'Université de Paris III jusqu'à sa fermeture en 2012. Un nouveau quartier baptisé « Asnières-Université » - et comportant un collège - est en aménagement jusqu'en 2025.

### Manifestations cultuelles et festivités
La ville organise tous les ans une journée du livre à l'occasion de laquelle sont invités plusieurs dizaines d'auteurs qui rencontrent ainsi leur public et procèdent à des dédicaces,.

### Santé
La ville accueille l'Institut départemental Gustave-Baguer, établissement médico-social d'accueil et d'éducation des malentendants de 0 à 20 ans.
Un centre municipal de santé a été inauguré dans le quartier des Mourinoux en 2018, afin de lutter contre le phénomène de désertification médicale en proposant des consultations en médecine générale et spécialisée (notamment en cardiologie, en endocrinologie, en gynécologie et en rhumatologie) ainsi que des soins dentaires, des prothèses, des soins infirmiers et de la kinésithérapie spécialisée en pédiatrie et urogynécologie.

### Sports
Depuis 2019, la commune est labélisée Terre de Jeux 2024, le label des territoires de Paris 2024.

#### Équipements

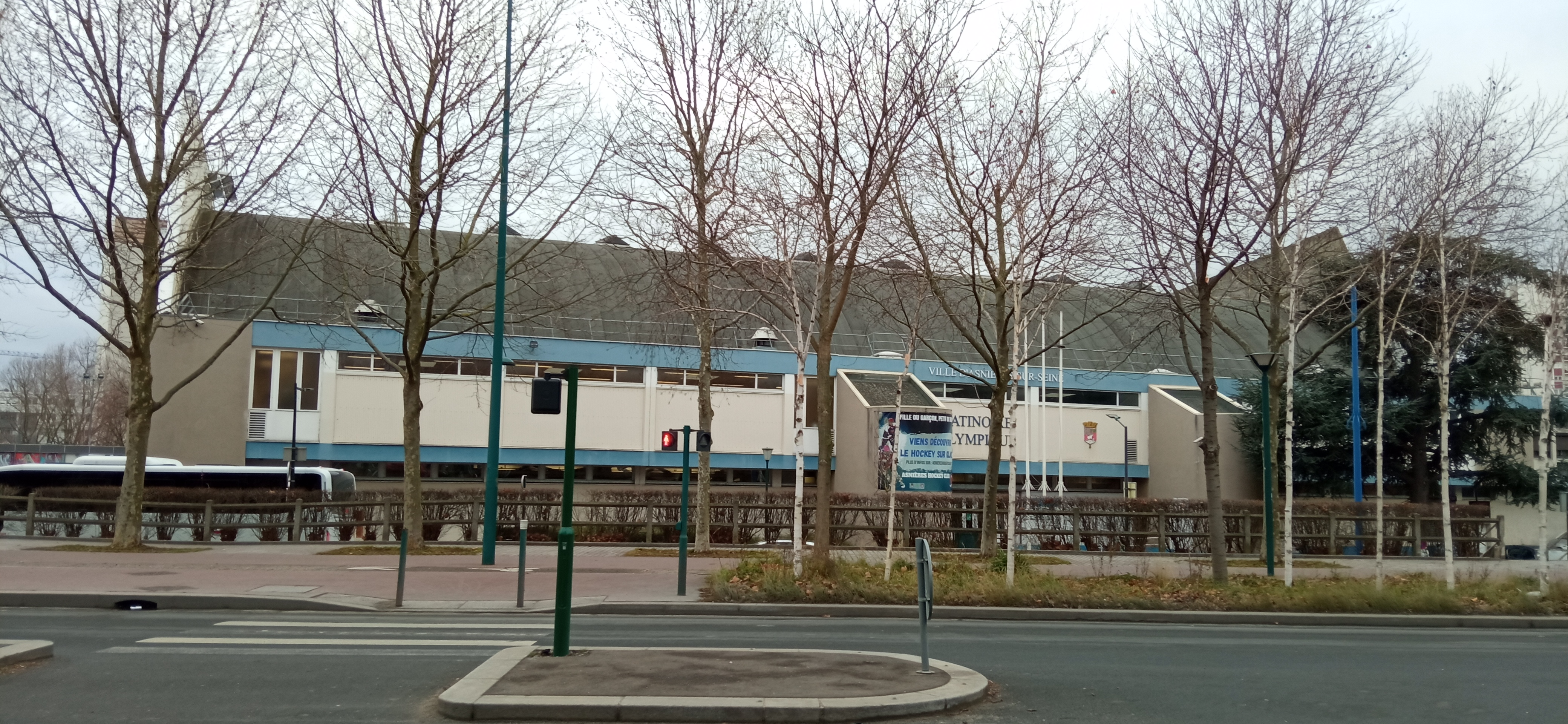
Complexe sportif avec Piscine à Asnières-sur-Seine.

Outre la patinoire des Courtilles, la commune compte dix gymnases, six stades, un stand de tir, un skate park, un terrain de boules parisiennes et une piscine.

#### Clubs
- boxe anglaise, le Asnière Boxing Club.
- Les Démons d'Asnières
- Asnières Volley 92 participe à la Ligue B (2e niveau national).
- Handball l'Entente Asnières-Colombes-Clichy,
- Tennis (Azur Tennis Club[95] et le Tennis Club du Ménil[96]),
- football américain, Molosses
- Club asnièrois multi-sport (football, cricket)

### Médias
Les services municipaux de la ville publient un mensuel d'informations nommé Asnières Infos. Il est tiré à 45 000 exemplaires et est destiné aux habitants de la ville. Le magazine est également publié sur le site de la ville.

### Cultes
Les Asniérois disposent de lieux de culte catholique, juif, musulman, bouddhiste et des Témoins de Jéhovah.

#### Culte catholique

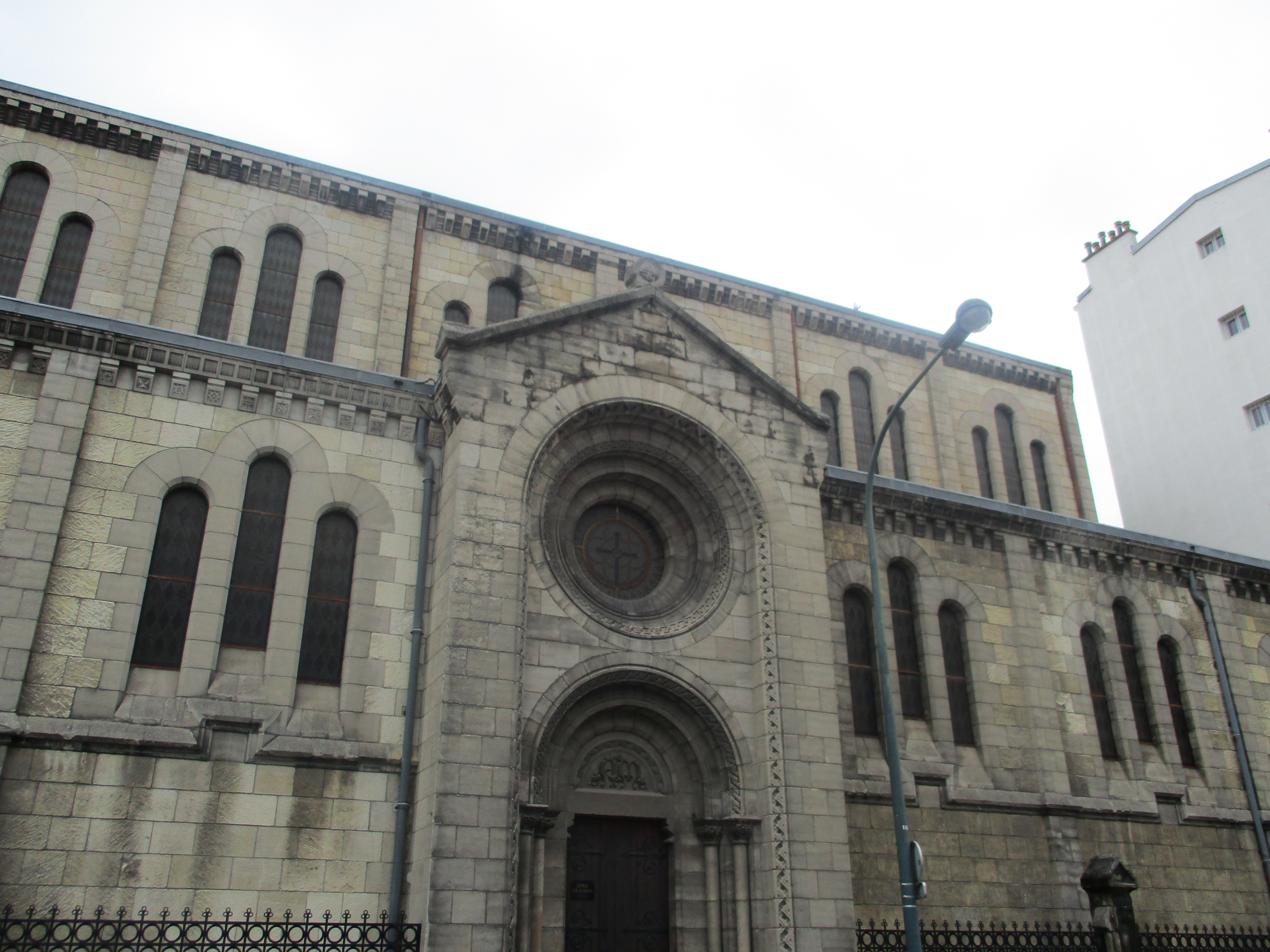
Vue de l'église Notre-Dame-du-Perpétuel-Secours.

Depuis janvier 2010, la commune d'Asnières-sur-Seine fait partie du doyenné de la Boucle-Nord, l'un des neuf doyennés du diocèse de Nanterre.
Au sein de ce doyenné, les six lieux de culte relèvent des quatre paroisses :
- paroisses Sainte-Geneviève et Notre-Dame-du-Perpétuel-Secours[99] : église Sainte-Geneviève d'Asnières-sur-Seine, chapelle Saint-Daniel, église Notre-Dame-du-Perpétuel Secours ;
- paroisse Saint-Marc des Bruyères[100] : église Saint-Marc-des-Bruyères ;
- paroisse Saint-Joseph des Quatre-Routes : chapelle Notre-Dame-de-la-Route, église Saint-Joseph-des-Quatre-Routes.

S'y ajoute la chapelle Saint-Charles d'Asnières-sur-Seine qui dépend de la paroisse de Saint-Maurice-de-Bécon à Courbevoie.

#### Culte musulman
L'association culturelle islamique d'Asnières-sur-Seine administre la mosquée El Hidaya.

#### Témoins de Jéhovah
L'association culturelle des Témoins de Jéhovah détient une Salle du Royaume.

## Économie

### Revenus de la population et fiscalité
En 2010, le revenu fiscal médian par ménage était de 32 937 €, ce qui plaçait Asnières-sur-Seine au 9 274e rang parmi les 31 525 communes de plus de 39 ménages en métropole.

### Emploi
En 2018, l'INSEE comptait 57 737 Asniérois âgés de 15 à 64 ans parmi lesquels se trouvaient 71 % d'actifs ayant un emploi, 2,9 % de retraités, 10,4 % d'élèves, étudiants et stagiaires non rémunérés et 8,8 % de chômeurs.
La population active de la ville comptait en 2018, 15 agriculteurs exploitants, 2 259 artisans commerçants et chefs d'entreprise, 17 527 cadres et professions intellectuelles supérieures, 11 049 professions intermédiaires, 10 304 employés et 4 295 ouvriers.

### Entreprises et commerces
De nombreuses entreprises sont installées à Asnières-sur-Seine, notamment Lucas, Louis Vuitton, Lesieur, Medishop, Medistore (VPC professionnel santé), OCTÉ, Groupe PSA, Procter & Gamble…

## Culture locale et patrimoine

### Lieux et monuments

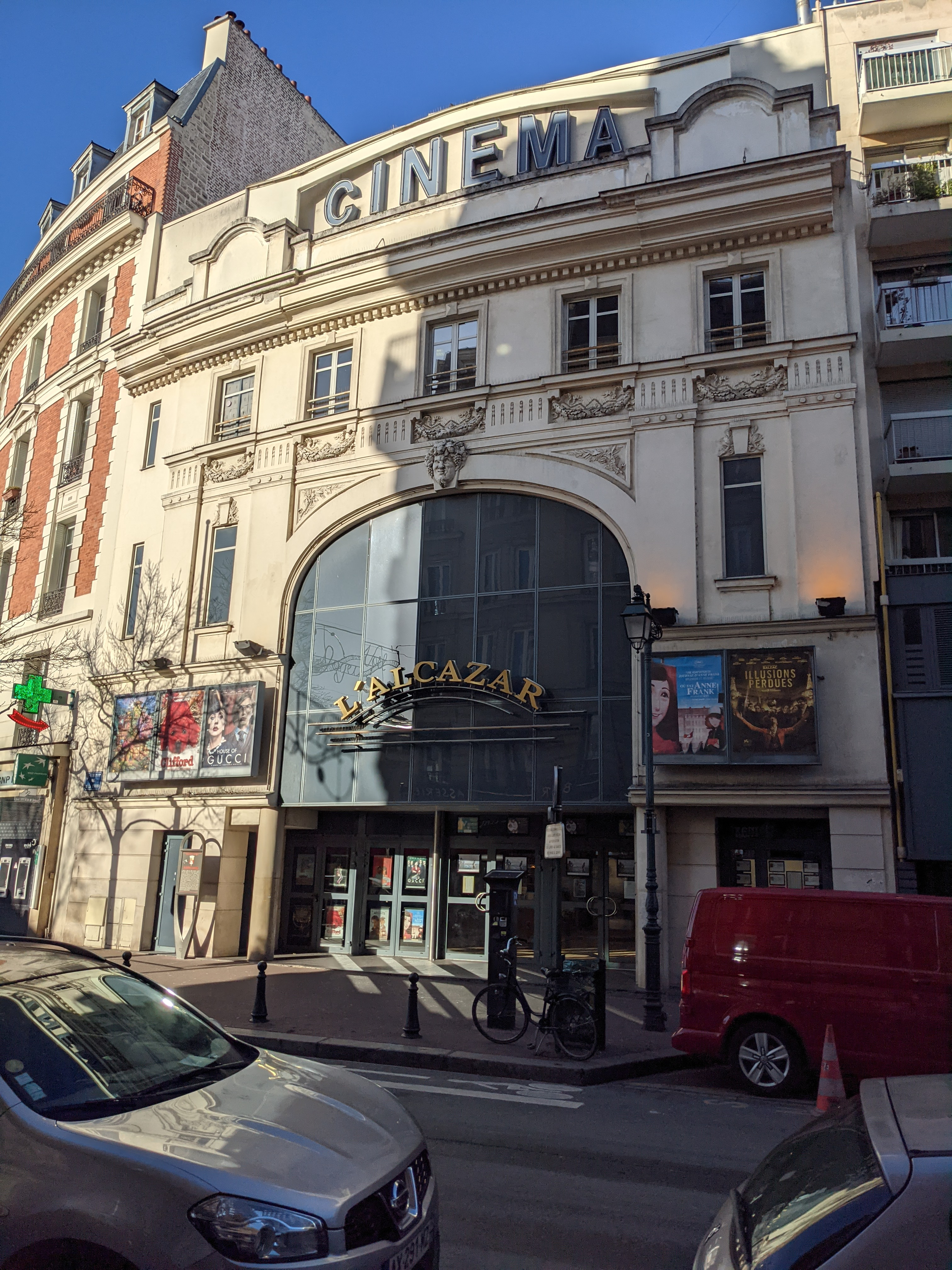
Cinéma L'Alcazar.

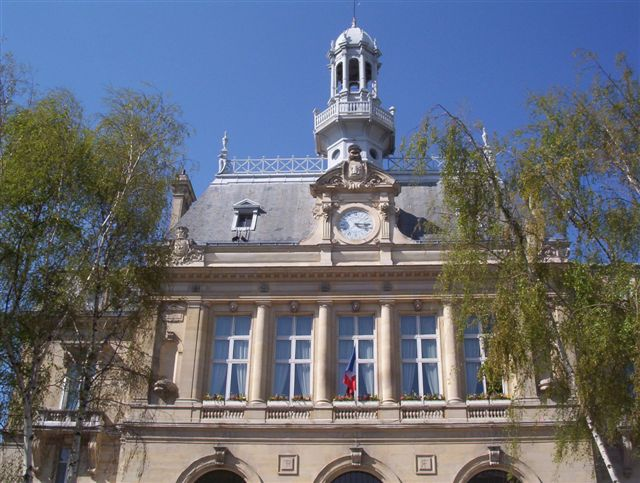
La mairie d'Asnières.

La commune comprend de nombreux monuments répertoriés à l'inventaire général du patrimoine culturel de la France.
L'Alcazar, rue de la Station est l’une des premières salles de banlieue consacrée au cinéma d’art.
Le cimetière des Chiens est le premier du genre. Il est créé en 1899 sur l'ancienne île des Ravageurs, à côté du pont de Clichy. On y trouve les sépultures non seulement des chiens, des chats, des oiseaux mais aussi des chevaux, lions, singes, etc. L'essayiste Léon Bloy en fait une description dans Les deux cimetières, à la fin de l'ouvrage Le sang des pauvres, publié en 1909.
Le château d'Asnières est édifié de 1750 à 1752 pour le marquis d'Argenson. Il est construit à l'emplacement d'un ancien château ayant appartenu à la comtesse de Parabère, maîtresse du Régent. Ce monument fut dessiné par Jacques Hardouin-Mansart de Sagonne, architecte du Roi. La décoration intérieure est due à Nicolas Pineau et Guillaume II Coustou. Acquis en 1991 par la mairie, sa restauration lancée depuis 1978 ar l'Association des Amis du Chateau et du Vieil Asnières est loin d'être achevée : seule la moitié du rez-de-chaussée est accessible au public. La statue centrale qui orne son fronton a été remplacée à l'identique de l'original par une association asniéroise.
L'église Sainte-Geneviève d'Asnières-sur-Seine est consacrée en 1711 à une époque où la ville ne comptait que quelques centaines d'habitants. La façade, la tribune et les bas-côtés ont été reconstruits en 1929. Elle abrite notamment un orgue de 1893 des célèbres facteurs John et Eugène Abbey, qui a été rénové en 2019.
La gare des Carbonnets, aussi connue sous le nom de son architecte Juste Lisch, est édifiée en 1878. Cet ancien embarcadère du Champ-de-Mars de Paris est construit pour l'exposition universelle de 1878. Cette structure est démontée en 1897 et transportée à Asnières ; quoique classé à l'inventaire supplémentaire des monuments historiques, le bâtiment est très dégradé. Après un premier projet de rénovation destiné à en faire un espace de bureaux ouverts en co-working abandonné en 2021, l'édifice est racheté par la ville en 2022.
Le monument aux morts de la place Aristide-Briand est l'un des onze subsistants dédiés à la mémoire des morts de la guerre de 1870. C'est une œuvre de l'architecte Cousteix et du sculpteur Auguste Maillard. En juillet 2006, le monument est déplacé pour être installé contre le flanc gauche de l'hôtel de ville, en raison des travaux de construction d'un parking souterrain.
Le nouvel hôtel de ville est construit en 1899. La décoration intérieure est de Paul Signac.
L'église Saint-Joseph-des-Quatre-Routes est proche du carrefour du même nom.
La villa des Roses est bâtie en 1882.

### Patrimoine culturel

#### Asnières et les arts plastiques

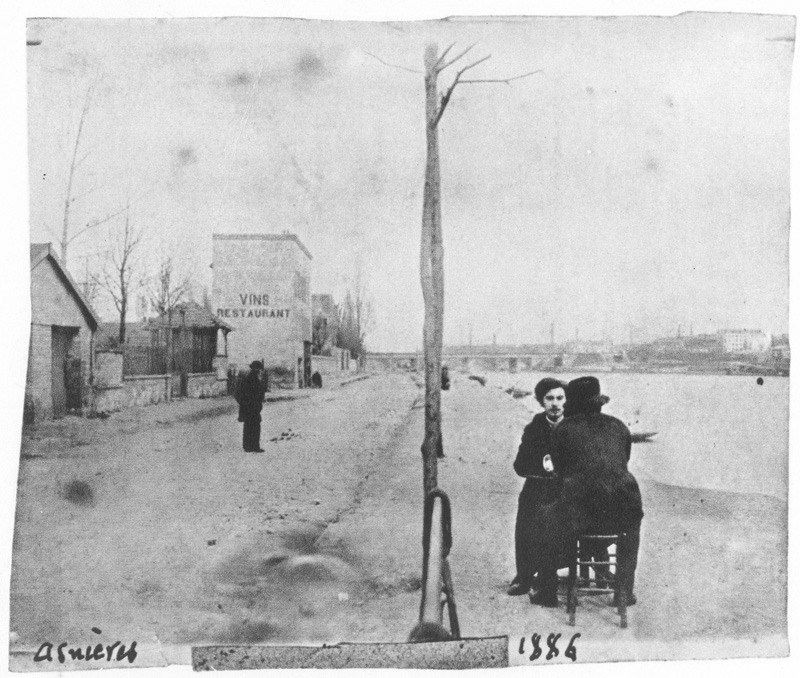
Emile Bernard et Vincent van Gogh sur les berges de la Seine à Asnières (1886).

De nombreux artistes, principalement impressionnistes, ont peint Asnières et ses rives : Emile Bernard, Claude Monet, Auguste Renoir, Georges Seurat, Paul Signac, Vincent van Gogh, etc.
- Vincent Van Gogh a peint de nombreux tableaux à Asnières, dont Le restaurant de la Sirène à Asnières, Le Pont d'Asnières, Le Pont sur la Seine à Asnières, Usine d'Asnières, Maison flottante sur la Seine à Asnières, Entrée du parc Voyer-d'Argenson à Asnières, Vue du parc Voyer d'Argenson à Asnières, Parade de Couples dans le parc Voyer d'Argenson à Asnières, Chemin au parc Voyer d'Argenson à Asnières, Coin du parc Voyer d'Argenson à Asnières, ainsi que Usines à Asnières, vues du quai de Clichy, peint depuis Clichy. Ces tableaux ont été peints en 1887 et sont connus en anglais sous le nom de en:Asnières (Van Gogh series).
- Le sculpteur Arnaud Kasper est un résident de la ville, dans le quartier des Hauts d'Asnières.
- Le château d'Asnières héberge des expositions, par exemple l'exposition rétrospective 1972/2009 de Dominique Mulhem.
- L'artiste graphique Yann le Houelleur a réalisé de nombreux dessins des maisons et monuments d'Asnières[109].

#### Asnières et la musique
C'est la chorale des Petits Chanteurs d'Asnières qui donna naissance au célèbre groupe d'enfants chanteurs des années 1970, les Poppys (5 000 000 de disques vendus). Elle est encore active aujourd’hui.
L'ensemble vocal Artefonia réunit environ 70 choristes autour d'un répertoire classique français et international. Il donne des concerts plusieurs fois par an, souvent conjointement avec d'autres chorales et solistes parisiens.

#### Asnières et les humoristes
Asnières fut rendue célèbre par un sketch de Fernand Raynaud, Le 22 à Asnières.
C'est aussi dans cette ville qu'est né et a vécu l'humoriste et acteur François-Xavier Demaison.

#### Asnières et la littérature
Dans Viva Bertaga !, de San-Antonio, alors que le héros est réfugié dans une ambassade en Amérique du Sud, il prend le téléphone pour appeler les Services Secrets et tombe sur le 22 à Asnières.
Dans Fleur de nave vinaigrette, de San-Antonio, le héros Bérurier compare la ville de Tokyo à Asnières, « mais un Asnières en papier ».
Dans San-Antonio renvoie la balle, toujours du même auteur, l'écrivain fait un double jeu de mots : les assassins ont dû faire le 22, à part qu'on est à Colombes et pas à Asnières (faire le 22 signifie faire le guet en argot, et l'action se déroule au stade olympique de Colombes).
Dans vie et mort d'un honnête homme (ISBN 979-8632555944), de Roméo Saint-H, le héros principal du roman réside dans un « Appart'hôtel du centre d'Asnières »[réf. souhaitée]

#### Asnières et le cinéma
- Holy Motors de Leos Carax (2013) : usine Citroën.
- Elle boit pas, elle fume pas, elle drague pas, mais… elle cause ! de Michel Audiard (1969) voit Annie Girardot traverser le pont d'Asnières.
- Djib (2000), de Jean Odoutan, est en partie tourné à Asnières.
- Peur sur la ville (1975), réalisé par Henri Verneuil, avec Jean-Paul Belmondo : la scène du début représente le braquage de la Banque d'Asnières et est tourné sur le parvis de la Mairie.
- La Zizanie avec Annie Girardot et Louis de Funès est en partie tourné à Asnières, et plus particulièrement dans la salle des mariages de la mairie.
- Seuls Two avec Éric et Ramzy (2008), est en partie tourné dans la patinoire municipale d'Asnières.
- Tais-toi ! avec Gérard Depardieu et Jean Reno voit une scène tournée au cimetière des Chiens.
- Alice Nevers avec Marine Delterme, Jean-Michel Tinivelli. Scènes tournées Rue de la station et devant la brasserie La Rotonde, rue Denis-Papin.
- Telle mère telle fille avec Juliette Binoche et Lambert Wilson.
- Juste un regard avec Virginie Ledoyen, Thierry Neuvic et Arthur Jugnot : la série est tournée pendant plus d'un mois entre la rue du Bac, le cimetière ancien, l'église Notre dame du perpétuel secours.
- Les Tuches 3 avec Jean-Paul Rouve et Isabelle Nanty (scènes tournées à la librairie nouvelle en 2017).
- Joséphine Ange Gardien avec Mimie Mathy. Plusieurs épisodes tournés, certains à la patinoire d'Asnières.
- Le crossover des séries Joséphine, ange gardien et Camping Paradis, Un mariage Parfait ou les acteurs des deux séries ont été sur place en même temps pour la première et unique fois (épisode de Joséphine, ange gardien aidant les héros de Camping Paradis) tourné à la mairie d'Asnières, sur le parvis de la mairie, à l'état civil et dans la salle des mariages.
- L'hôtel de ville d'Asnières-sur-Seine, en particulier la salle des mariages, a servi de décor à Korruption, un film du réalisateur Julien Richard-Thomson[112].
- Les Deux Marseillaises, documentaire de Jean-Louis Comolli, est consacré à la campagne électorale lors des législatives de juin 1968.
- Dans la série Narvalo, l'épisode "Nuit Blanche" (S2 Ép7) se déroule principalement à Asnières, notamment au parc Robinson et devant le cinéma l'Alcazar.

#### Asnières et le théâtre
- C'est à Asnières que se trouve le seul centre de formation d'apprentis comédiens, au sein du Studio-théâtre d'Asnières qui fait aussi office de théâtre.
- Asnières dispose d'une salle de théâtre, le théâtre Armande-Béjart.

### Héraldique
| Blason de Asnières-sur-Seine | Blason  | De gueules à la barque équipée et habillée d'argent voguant sur des ondes du même mouvant de la pointe, au chef d'or chargé de trois fleurs de chardon au naturel tigées et feuillées de sinople, au franc-quartier d'azur brochant, chargé de deux léopards couronnés d'or. |
| Blason de Asnières-sur-Seine | Détails | Par le dessin d'une barque à l'antique, le blason de la ville évoque sa vie fluviale. Des fleurs de chardon tigées et feuillées rappellent les ânes de temps révolus. Des léopards couronnés d'or sont empruntés aux armes du marquis de Voyer d'Argenson, propriétaire du château d'Asnières. Le 27 mai 1952, la Croix de guerre est apposée au blason pour honorer les 772 victimes, militaires et civiles de la Seconde Guerre mondiale. |

## Pour approfondir